# Geschichte der Vereinigten Staaten
Die Geschichte der Vereinigten Staaten reicht von der Gründung der ersten Britischen Kolonien an der Ostküste Nordamerikas im 17. Jahrhundert bis zur Gegenwart, in der die USA die führende Weltmacht darstellen. Die Kolonien erklärten 1776 ihre Unabhängigkeit vom Königreich Großbritannien. Mit dem Inkrafttreten der Verfassung 1788 wurde aus dem losen Staatenbund ein zentral regierter Bundesstaat. Infolge des Amerikanischen Bürgerkriegs von 1861 bis 1865, den die Union der Nordstaaten gegen die konföderierten Südstaaten gewann, schaffte das Land die Sklaverei auf seinem Territorium ab und schlug den Weg zum modernen Industriestaat ein. Mit der Westexpansion der weißen Siedler, die mit der Verdrängung der indianischen Urbevölkerung einherging, wurden immer neue Territorien als Bundesstaaten in die Union aufgenommen. Durch ihr Eingreifen in den Ersten und den Zweiten Weltkrieg stiegen die Vereinigten Staaten zur Supermacht auf. Heute sind sie der flächenmäßig drittgrößte Staat, die größte Volkswirtschaft und die größte Militärmacht der Erde.

Aufnahme der einzelnen Bundesstaaten in die Union 1776 bis 1959:
1776–1790
1791–1799
1800–1819
1820–1839
1840–1859
1860–1879
1880–1899
1900–1950
1950–1959

## Vorgeschichte: Indianische Kulturen

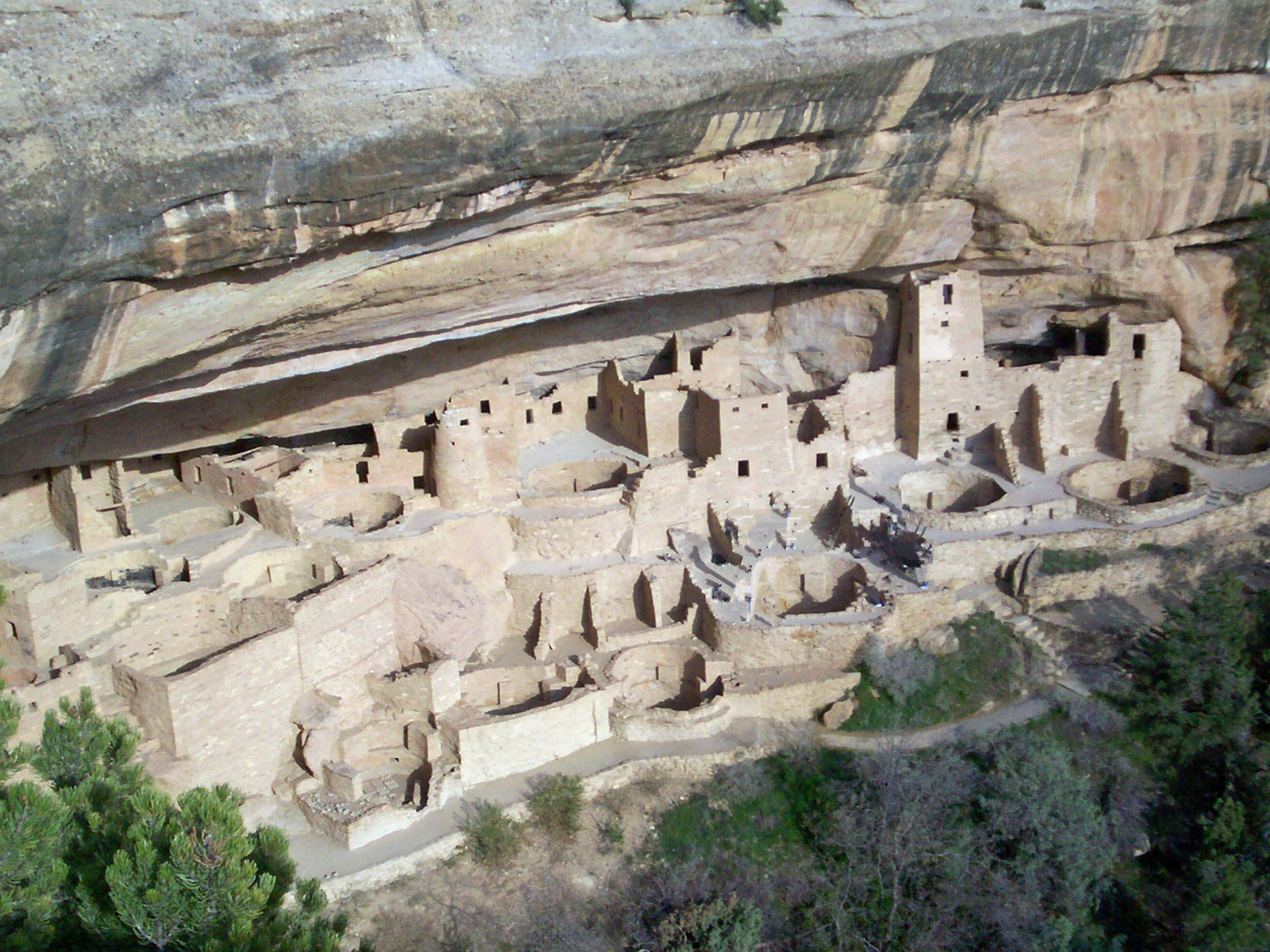
Ruinen einer Anasazi-Siedlung im Mesa-Verde-Nationalpark, um 1200

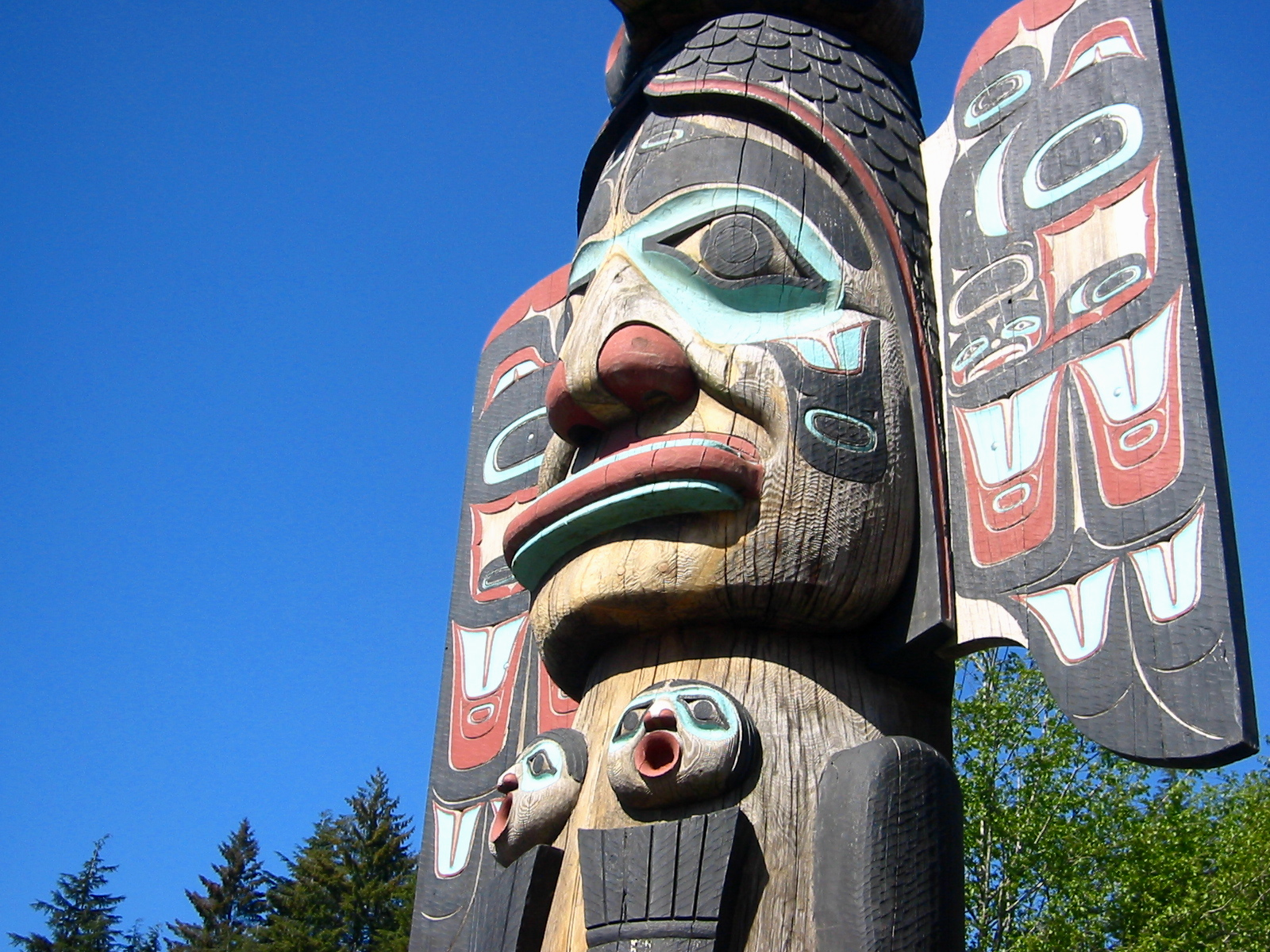
Totempfahl der Tlingit in Ketchikan, Alaska

Die Besiedlung des nordamerikanischen Kontinents begann vor über 15.000 Jahren. Sibirische Jäger und Sammler erreichten über eine damals noch bestehende Landbrücke über die Beringstraße das heutige Alaska und drangen über die Westküste nach Süden und von dort ostwärts vor. Die ältesten Funde auf dem Gebiet der USA sind die Paisley-Höhlen in Oregon und der Buttermilk Creek Complex in Texas. Die erste flächig verbreitete Kultur des Kontinents ist die auf ein Alter von 11.000 bis 10.800 Jahren datierte Clovis-Kultur, deren charakteristische Projektilspitzen sich an zahlreichen Fundorten im gesamten Staatsgebiet nachweisen lassen. Sie und die folgenden Kulturen der paläoindianischen Periode basierten auf der Jagd und damit auf der Megafauna, die gegen Ende der letzten Eiszeit entweder durch diese Bejagung oder infolge des Klimawandels ausstarben. In den folgenden Jahrtausenden, der archaischen Periode, lässt sich die Ausdifferenzierung regionaler Kulturen beobachten. Das Ende dieser Periode wird vom Übergang zur Landwirtschaft und der Sesshaftwerdung der Jägerkulturen markiert. Diese Entwicklung erreichte den Südwesten der USA ausgehend von Mittelamerika vor rund 5000 Jahren, erfasste in den folgenden Jahrtausenden jedoch nur Teile des Kontinents. So gingen etwa die Stämme der Pazifikküste bis in die historische Zeit nicht zum Ackerbau über, sondern lebten überwiegend vom Fischfang.
Nach der Zeitenwende zeigten sich Ansätze zur Städtebildung, so in den Kulturen der Hohokam und der Anasazi im trockenen Südwesten. Auch die Stämme zwischen Mississippi und Atlantikküste wurden überwiegend sesshaft. Manche ihrer Siedlungen wuchsen zu Städten heran, so wird etwa die Bevölkerung von Cahokia im heutigen Illinois um das Jahr 1100 auf bis zu 20.000 Menschen geschätzt. Anders als die mittelamerikanischen Hochkulturen blieben diese Großsysteme jedoch durchweg schriftlos.
Zum Zeitpunkt der „Entdeckung“ Amerikas durch die Europäer 1492 lebten auf dem nordamerikanischen Kontinent nördlich von Mexiko schätzungsweise 7 Millionen Indianer in vielfältigen Kulturen. Die Erschließung und Besiedlung des Landes durch weiße Kolonisten führte in den nächsten Jahrhunderten zu einer demographischen Katastrophe. Die Zahl der Native Americans verringerte sich innerhalb von hundert Jahren nach dem ersten Kontakt mit den Europäern etwa um 90 Prozent. Lebten zu Beginn der englischen Kolonisation um 1570 auf der Ostseite des nordamerikanischen Kontinents bis zum Mississippi circa 3 Millionen Natives, waren es 1670 noch 300.000. Im südlichen Neuengland nahm die Zahl im selben Zeitraum von 120.000 auf 12.000 ab. Besonders durch eingeschleppte Infektionskrankheiten, aber auch durch eine oft rücksichtslose Vertreibungspolitik wurden Stämme dezimiert, starben teils aus oder wurden in immer unwirtlichere Regionen abgedrängt. Heute stellen die Indianer kaum anderthalb Prozent der Gesamtbevölkerung. Dies sind allerdings wieder knapp fünf Millionen Menschen.

## Kolonialzeit

### Entdeckungsfahrten und frühe Kolonisationsansätze
Für rund ein Jahrhundert nach der „Entdeckung“ Amerikas durch Christoph Kolumbus 1492 konzentrierte sich das Interesse der europäischen Mächte (Spanien, Portugal, England und Frankreich) auf Süd- und Mittelamerika. Erst 1524 erforschte Giovanni da Verrazzano als erster Europäer auf der Suche nach der Nordwestpassage den Verlauf der heutigen Ostküste der Vereinigten Staaten. Die ersten Expeditionen ins Landesinnere und an die Pazifikküste gingen von den Spaniern aus: 1539 bis 1542 erforschte Hernando de Soto den Südosten, Francisco Vásquez de Coronado den Südwesten der heutigen Vereinigten Staaten, zugleich erreichte der Seefahrer Juan Rodríguez Cabrillo 1542 die Küste Kaliforniens. Diese ersten Entdeckungsreisen kündeten jedoch nicht von Gold oder sonstigen Reichtümern, sondern von abweisenden, fast menschenleeren Landschaften, so dass Nordamerika noch für Jahrzehnte von europäischen Kolonialisierungsbestrebungen weitgehend unberührt blieb. Allein die Fischgründe vor dem heute kanadischen Neufundland lockten häufiger europäische Schiffe an, doch erst mit dem Aufschwung des Pelzhandels mit den Indianern entstanden hier um 1600 erste dauerhafte Handelsposten. Die erste dauerhafte europäische Niederlassung auf dem Gebiet der heutigen USA war das spanische Fort San Augustín an der Ostküste Floridas, das heutige St. Augustine. Es war jedoch nicht als Siedlungskolonie, sondern als militärischer Stützpunkt konzipiert, der den Seeweg der spanischen Galeeren von Mexiko nach Europa vor Piratenangriffen schützen sollte.
Die englischen Ansprüche auf Nordamerika gründeten sich auf die Entdeckungsfahrten Giovanni Cabotos (1497), doch kamen die englischen Kolonisationsbemühungen erst ab 1580 in Gang, befördert insbesondere durch die Schriften Richard Hakluyts und die Entdeckungsfahrten Walter Raleighs. Im Gegensatz zu seinen europäischen Rivalen – insbesondere Frankreich, später auch die Niederlande – rückte im Falle Englands von Beginn an nicht nur die Ausbeutung, sondern auch die dauerhafte Besiedlung Nordamerikas als Motiv in den Vordergrund. 1585 und 1587 scheiterten jedoch die ersten Versuche, eine englische Kolonie auf Roanoke Island vor der Küste des heutigen North Carolina zu etablieren; die zurückgelassenen Siedler wurden von den Indianern getötet, starben an Hunger oder Krankheiten. Erst 1607 gelang es England mit der Gründung von Jamestown dauerhaft Fuß zu fassen, doch war auch dieser Erfolg teuer erkauft: Von den 105 Siedlern überlebten nur 33 die ersten sieben Monate. Eine zweite englische Kolonie, Sagadahoc im heutigen Maine, musste nach kaum einem Jahr 1608 wieder aufgegeben werden.

### Religiös motivierte Kolonisation
1620 folgte die nächste größere Immigration durch die puritanischen „Pilgerväter“. Mit dem Schiff Mayflower gelangten sie zu Cape Cod im heutigen Massachusetts und gründeten die Kolonie Plymouth (siehe Mayflower-Vertrag). 1630 wurde eine größere Siedlung in Boston durch Puritaner gegründet, die „Massachusetts Bay Colony“. Die Puritaner waren ursprünglich auf Grund ihrer Gegnerschaft zum anglikanischen Glauben ihrer Heimat, der ihrem Denken nach zu viele römisch-katholische Praktiken enthielt, nach Nordamerika ausgewandert. Aber religiöse Spannungen unter den Puritanern führten zu neuen Glaubensrichtungen innerhalb der Gemeinschaft. Bereits 1635 wanderte ein Teil der dortigen Siedler auch in das Gebiet des heutigen Connecticut aus, weil sie sich in religiösen Fragen nicht mit der Führung der Massachusetts Bay Colony einigen konnten. Roger Williams, ein Puritaner aus Massachusetts, trat für eine Trennung von Kirche und Staat ein. Er verließ die Gruppe und gründete die Kolonie Rhode Island. Die Kolonie Maryland entstand als ein Zufluchtsort für Katholiken. Pennsylvania, 1681 durch den Quäkerführer William Penn gegründet, zeichnete sich durch seine religiöse Toleranz aus. Viele deutsche Bauern siedelten sich in dieser Region an.

### Versklavung von Afrikanern
Als vergleichbar mit der Zerstörung der indigenen Indianerkulturen muss die Belastung durch die Einführung der Sklaverei in den britischen Kolonien gesehen werden. Ab 1619 wurden Afrikaner nach Virginia gebracht. Sie waren zunächst weißen Knechten in etwa gleichgestellt, mussten aber ihre Schiffspassage abdienen. Manche erlangten im Gegenzug zum Übertritt in das Christentum sogar ihre Freiheit. Sexuelle Kontakte zwischen Schwarzen und Weißen waren die Regel, wurden aber kirchlich geahndet. Ab 1660 wurde der Status der Schwarzen durch gesetzliche Regelungen zunehmend verschlechtert. Diese Gesetze (slave codes) sahen mit dem Ziel, Fluchtversuche und kollektiven Widerstand im Keim zu ersticken, bereits für geringe Vergehen äußerst harte Strafen vor. Anfang des 18. Jahrhunderts waren die Sklaven „beweglicher Besitz“ (chattel slavery) und zur Ware degradiert. Nordamerika nahm insgesamt „nur“ etwa fünf Prozent der verschleppten Afrikaner auf. Bis zum Unabhängigkeitskrieg waren das jedoch etwa 300.000, um 1770 circa 500.000 Sklaven in den damals dreizehn Kolonien der Vereinigten Staaten. In den südlichen Staaten machten sie mehr als ein Drittel der Gesamtbevölkerung aus. Das Wirtschaftssystem beruhte dort zu dieser Zeit bereits vollständig auf der Ausbeutung durch Sklaverei. Die Mehrzahl der weißen Siedler sahen den Preis für ihr eigenes Überleben und wirtschaftlichen Fortschritt – die Dezimierung der Ureinwohner und die Entrechtung der Afrikaner – als angemessen an.

### Nichtbritische Kolonisation

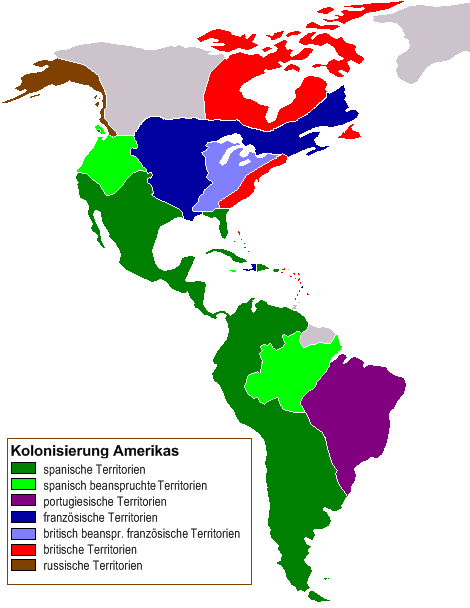
Europäische Kolonien in Amerika um 1750

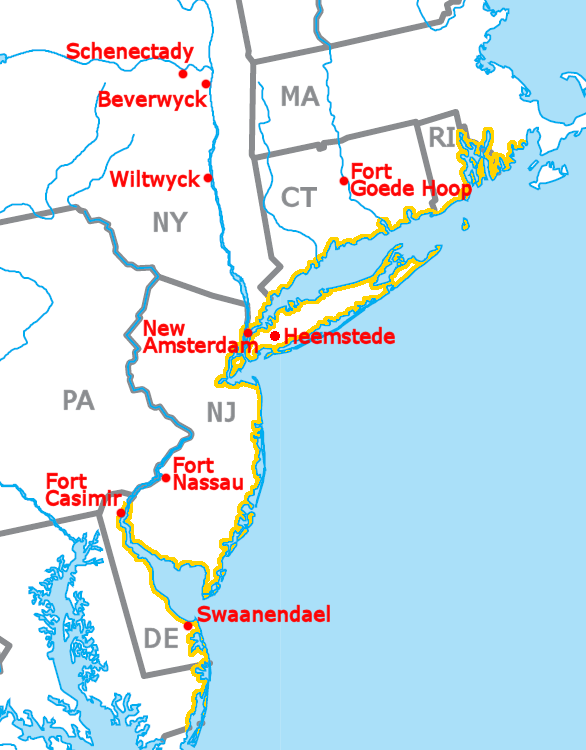
Niederländische Siedlungen in Nordamerika

Schwedische Auswanderer gründeten die Kolonie Neuschweden im heutigen Delaware. Bereits 1626 kauften niederländische Kaufleute den am Hudson River ansässigen Indianern die Insel Manahatta (heute: Manhattan) ab und gründeten dort die Stadt Nieuw Amsterdam. 1664 wurde die Kolonie durch England annektiert und hieß fortan New York. Dieser Name setzte sich auch für die ganze Kolonie durch, die vorher „Nieuw Nederland“ hieß.
Anfänglich stritten sich gleich sechs europäische Mächte – Franzosen, Niederländer, Schweden, Russen, Briten und Spanier – um die Vorherrschaft in Nordamerika. Mit der Zeit kristallisierten sich jedoch die Spanier, Franzosen und Briten als ambitionierteste Mächte heraus. Spanien dehnte sich im Süden und Westen Nordamerikas aus, die Franzosen im Nordosten und entlang des Mississippi. Die Briten hingegen beanspruchten den Osten für sich. Im Jahr 1733 umfasste der nordamerikanische Kontinent neben spanischen und französischen Mandatsgebieten auch 13 britische Kolonien. Das Gebiet erstreckte sich von New Hampshire im Norden bis nach Georgia im Süden.
Die Motivationen der kolonisierenden Mächte wichen allerdings stark voneinander ab. Frankreich war hauptsächlich am Pelzhandel und an der Missionierung der dort lebenden Bevölkerung interessiert. Dazu schlossen sie Allianzen mit verschiedenen Indianerstämmen. Die eingewanderten Briten hingegen waren meist Farmer. Sie suchten Land, auf dem sie sich permanent niederlassen konnten. Dieses versuchten sie durch Verträge mit den Indianern oder aber durch Kriege gegen sie zu erlangen. Insgesamt waren die Briten für ihre recht harsche Indianerpolitik bekannt.

### Der „Franzosen- und Indianerkrieg“
Der von 1756 bis 1763 dauernde Siebenjährige Krieg in Europa zwischen Großbritannien und Frankreich wurde auch in den Kolonien ausgetragen und wurde dort als Franzosen- und Indianerkrieg bezeichnet. Anlass für den Krieg vor Ort war die Expansion britischer Händler und Siedler über die Appalachen in das von Frankreich beanspruchte Tal des Ohio. Es kämpften Briten gegen Franzosen, jeweils mit ihren indianischen Verbündeten. Den Franzosen gelangen zwar einige Abwehrerfolge, aber mit ihrer überlegenen Königlichen Marine konnten die Briten französische Verstärkungen verhindern. Zwischen 1758 und 1760 eroberten britische Truppen die wichtigsten französischen Stellungen in den heutigen Vereinigten Staaten und Kanada und siegten am 13. September 1759 in der entscheidenden Schlacht auf der Abraham-Ebene bei Québec. Frankreich akzeptierte im Friedensabkommen von Paris 1763 den Verlust fast aller Besitzungen in Nordamerika; das Louisiana-Territorium westlich des Mississippi zuzüglich New Orleans ging an Spanien, Kanada und das übrige Louisiana-Territorium an Großbritannien. Nach Verdrängung der recht beliebten Franzosen waren die Indianer nun gezwungen, Handel mit den Briten zu treiben. Diese wurden als geizig und unfreundlich angesehen. Sie gaben den Indianern keine großzügigen Geschenke, wie es die Franzosen zu tun gepflegt hatten. Der Unmut gegen die Briten nahm zu. Noch im selben Jahr schlossen sich zwölf bis fünfzehn, sonst teils untereinander verfeindete Stämme unter der Führung von Ottawa-Häuptling Pontiac zu einer Allianz gegen die Briten zusammen. Nach einigen Erfolgen zerbrach die Allianz beim Angriff auf Fort Detroit. Um die Beziehung zu den Indianern zu normalisieren, erließ die britische Regierung die Königliche Proklamation von 1763, durch die das Land zwischen den Appalachen und dem Mississippi River als Indian Reserve den Indianern vorbehalten bleiben sollte. Diesen Schutz der Indianer und ihres Lands ignorierten die Kolonisten; er verstärkte ihre Ressentiments gegenüber der britischen Krone. Des Weiteren beendete die britische Regierung nach dem Franzosen- und Indianerkrieg ihre bisher verfolgte Politik des Salutary Neglect, nämlich die Kolonien weitgehend sich selbst zu überlassen, was maßgeblich zur Entstehung einer Siedlerbewegung beitrug.

## Die amerikanische Revolution und Unabhängigkeitserklärung (1763–1783)
Die britischen Staatsfinanzen waren nach dem Siebenjährigen Krieg zerrüttet. Nach Meinung der Briten sollten auch die Menschen in den Kolonien einen Teil der Kriegskosten tragen; die Siedler jedoch waren der Ansicht, dass sie bereits genug beigetragen hätten und der europäische Teil des Krieges sie nichts angehe. Schmugglern wurde jetzt regelmäßig bei Ergreifung das Handwerk gelegt. Zollvergehen wurden vor Militärgerichten und ohne einheimische Geschworene verhandelt. Zusätzliche Steuern auf Zucker, Kaffee, Textilien und andere Waren verschlechterten die Stimmung weiter. Der Quartering Act zwang die Kolonisten, britische Soldaten zu beherbergen und zu versorgen. Nach Einführung des Stamp Act mussten besondere Steuermarken an sämtlichen Zeitungen, juristischen Dokumenten und Lizenzen angebracht werden.
Die Lage verschärfte sich dadurch, dass die Siedler im britischen Parlament in London keine politische Vertretung hatten. Die Kolonisten waren der Meinung, dass Besteuerung ohne Mitsprache unrechtmäßig sei („No taxation without representation“). 1765 kam es zu einer ersten Versammlung von Vertretern aus neun Kolonien, die den Stamp Act ablehnten. Die britische Regierung musste dem Druck nachgeben, konnte aber den Quartering Act durchsetzen. Die Einführung eines Zolls auf Tee trug dazu bei, den Widerstand der Kolonisten zu verschärfen. Erst als der neue britische Schatzkanzler Lord North alle Steuern bis auf die Teesteuer einfror, kam es zu einer gewissen Entspannung.
Trotzdem kam es 1773 zur Boston Tea Party. Radikale amerikanische Patrioten verkleideten sich als Indianer, überfielen britische Schiffe im Hafen von Boston und warfen insgesamt 342 Kisten mit Tee in das Hafenbecken. Die britische Regierung reagierte mit den Intolerable Acts: Truppen wurden nach Boston verlegt, der Hafen geschlossen und der Handel unterbunden. Die Amerikaner beriefen daraufhin im September 1774 in Philadelphia den ersten Kontinentalkongress ein. Alle Kolonien wurden aufgefordert, sich den Repressionen der Briten zu widersetzen und den Handel mit den Briten einzustellen. Weiterhin wurde beschlossen, Milizen aufzustellen und Waffen zu sammeln.
Am 19. April 1775 marschierten etwa 700 britische Soldaten von Boston in Richtung Concord, einer nahe gelegenen Ortschaft. Die Briten hatten erfahren, dass sich in dem Ort ein illegales Waffenlager befinde. Bei Lexington wurden sie von 70 Mitgliedern einer Bürgerwehr aufgehalten. Damit begann der Amerikanische Unabhängigkeitskrieg. Die Briten nahmen Lexington und Concord ein. Hunderte von Freiwilligen aus Massachusetts verfolgten die Armeeeinheit und begannen mit der Belagerung von Boston. Bis Juni hatten sich 10.000 Amerikaner zur Belagerung eingefunden, und die Briten mussten im März 1776 die Stadt verlassen.

Die Unterzeichnung der amerikanischen Unabhängigkeitserklärung, in einem Gemälde (1819) von John Trumbull

Im Mai 1775 trat der Zweite Kontinentalkongress in Philadelphia zusammen, um das Vorgehen der Aufständischen zwischen den Kolonien zu koordinieren. Der Kongress gründete im Verlauf der Sitzungen eine Armee und eine Marine. Kontinentalarmee und -marine wurden dem Oberbefehl von George Washington, einem Plantagenbesitzer aus Virginia und Veteranen des Franzosen- und Indianerkriegs, unterstellt. Geld wurde gedruckt und diplomatische Beziehungen mit verschiedenen Ländern wurden aufgenommen, unter anderem mit Frankreich. Thomas Jefferson, ein Landsmann Washingtons aus Virginia, schrieb mit Unterstützung anderer die Declaration of Independence. Am 4. Juli 1776 wurde der Text der Erklärung von dem Kongress beschlossen, nachdem ein Antrag auf Erklärung der Unabhängigkeit schon am 2. Juli eine Mehrheit gefunden hatte.
Für die Amerikaner verlief der Krieg zu Beginn nicht besonders gut. Die Briten eroberten im September 1776 New York und ein Jahr später Philadelphia. Erst mit dem Sieg in der Schlacht von Saratoga änderte sich die Situation. Frankreich nutzte die Gelegenheit und trat neben den Vereinigten Staaten in den Krieg ein. Die Kriegshandlungen endeten im Jahre 1781 nach der Schlacht von Yorktown. General Charles Cornwallis unterlag der amerikanisch-französischen Allianz in einer der heftigsten Schlachten des Krieges. Im September 1783 unterzeichneten die Kriegsparteien den Frieden von Paris. Dadurch wurden die Vereinigten Staaten von Amerika auch von Großbritannien anerkannt.

## Die junge Republik (1783–1825)

### Konföderationsartikel und die neue Verfassung
Die vom Zweiten Kontinentalkongress beschlossenen Konföderationsartikel erwiesen sich bald als ungeeignet, um die Geschicke einer souveränen Nation zu leiten. Nach einigen Aufständen unzufriedener Steuerzahler in Shays’ Rebellion rief der (immer noch tagende) Kontinentalkongress einen Verfassungskonvent nach Philadelphia ein. Vorsitzender wurde George Washington. Nach heftigen Debatten wurde am 17. September 1787 ein Verfassungsentwurf verabschiedet, der zwar die Befugnis der Zentralregierung entscheidend stärkte, den einzelnen Staaten aber dennoch ein hohes Maß an Autonomie vorbehielt. Dieser Entwurf musste nun durch 9 der 13 Staaten (Connecticut, Delaware, Georgia, Maryland, Massachusetts, New Hampshire, New Jersey, New York, North Carolina, Pennsylvania, Rhode Island, South Carolina, Virginia) ratifiziert werden, um in Kraft zu treten. 1791 trat Vermont als 14. Mitgliedsstaat bei. Aus dem Dualismus zwischen den Befürwortern einer starken Bundesregierung (den sogenannten Föderalisten) und Verfechtern der Souveränität der Einzelstaaten (den sogenannten Anti-Föderalisten) entstand ein früher Vorgänger des modernen Zweiparteiensystems der Vereinigten Staaten. Erst nach der Ratifizierung durch alle 13 Staaten und dem Zustandekommen des ersten Kongresses wurde die Bill of Rights in der Form von zehn Zusatzartikeln verabschiedet.

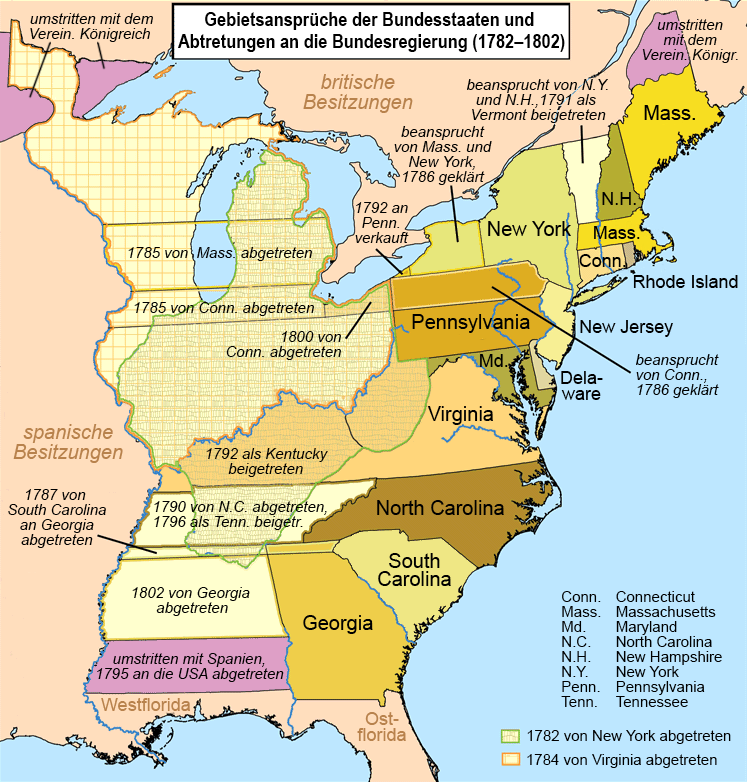
Staaten und Territorien der USA 1782–1802

Mit der Verfassung gaben die Staaten die Gebiete westlich des Appalachen-Gebirges an die Bundesregierung ab, um dort später eigene Staaten zu bilden (Territorien).
Vier Themenblöcke bestimmten die neue Verfassung: erstens das Verhältnis zwischen den Einzelstaaten und der Zentralregierung (federal government), zweitens die Machtverteilung innerhalb der Zentralregierung, drittens die Repräsentation von großen und kleinen Staaten im zukünftigen Parlament sowie viertens der Interessengegensatz zwischen Nord- und Südstaaten, hauptsächlich um die Sklavereifrage. Die Bundesregierung erhielt das Recht, neben Einfuhrzöllen Steuern zu erheben, die dem Zweck der Verteidigung und der allgemeinen Wohlfahrt (common welfare) dienten. Sie regulierte den Handel zwischen den Staaten und dem Ausland. Den Einzelstaaten war untersagt, Geld zu drucken bzw. Münzen zu prägen. Das schuf die Grundlage für einen gemeinsamen Binnenmarkt und eine gemeinsame Wirtschafts-, Währungs- und Handelspolitik. Die Verfassung garantierte den Staaten eine republikanische Regierungsform sowie den Schutz vor äußeren Angriffen und inneren Unruhen. Die Bundesregierung konnte dafür ein Heer und eine Flotte unterhalten.

### Erste Präsidenten

George Washington, erster Präsident der Vereinigten Staaten 1789–1797

Der erste Präsident der Vereinigten Staaten unter der neuen Verfassung wurde der ehemalige Revolutionsgeneral und Vorsitzende des Verfassungskonvents George Washington, ein wohlhabender Sklaven- und Plantagenbesitzer aus Virginia. Er gewann die Wahl 1789 einstimmig. Bereits 1791 wurde aus einem zwischen New York, New Hampshire und Massachusetts strittigen Gebiet der neue Staat Vermont gebildet, ein Jahr darauf aus dem westlich der Appalachen gelegenen Teil Virginias der Staat Kentucky. Die Gebiete nördlich und südlich des Ohio River wurden als Nordwest- und Südwest-Territorium verwaltet. 1796 wurde Tennessee als 16. Staat in die Union aufgenommen.
Außenpolitisch verfolgte Washington einen Neutralitätskurs, um nicht in die Revolutionskriege in Europa hineingezogen zu werden. Innenpolitisch polarisierte der Streit um die Bewertung der Französischen Revolution jedoch breite Bevölkerungsschichten. Dies zeigte sich in der Krise um die Abberufung des französischen Botschafters Edmond-Charles Genêt 1793 und führte zur Herausbildung des ersten Parteiensystems. In dieser Entwicklung setzte sich das ideologische Zerwürfnis fort, das zuvor bereits in der Verfassungsdebatte deutlich geworden war: Die Föderalistische Partei um Washingtons Finanzminister Alexander Hamilton verfocht ein konservativ-hierarchisches Gesellschaftsmodell und fühlte sich Großbritannien näher, während sich die aus den Anti-Föderalisten hervorgegangene Demokratisch-Republikanische Partei um Außenminister Thomas Jefferson dem egalitären Gesellschaftsideal der französischen Republik verbunden fühlte. Einen erneuten Krieg mit Großbritannien konnte Washington mit dem im Land sehr unpopulären Jay-Vertrag von 1794 vermeiden. Der Vertrag führte zu teilweise gewalttätigen Protesten, doch erreichte die Regierung darin die Räumung von bislang von den Briten besetzt gehaltenen Forts im Westen (Fort Oswego, Fort Niagara), womit diese Regionen für Siedler geöffnet wurden. In seiner Abschiedsansprache forderte Washington 1796 die USA auf, sich nicht an Bündnissen mit europäischen Mächten zu beteiligen und nur in Notfällen temporäre Verbündete zu suchen.

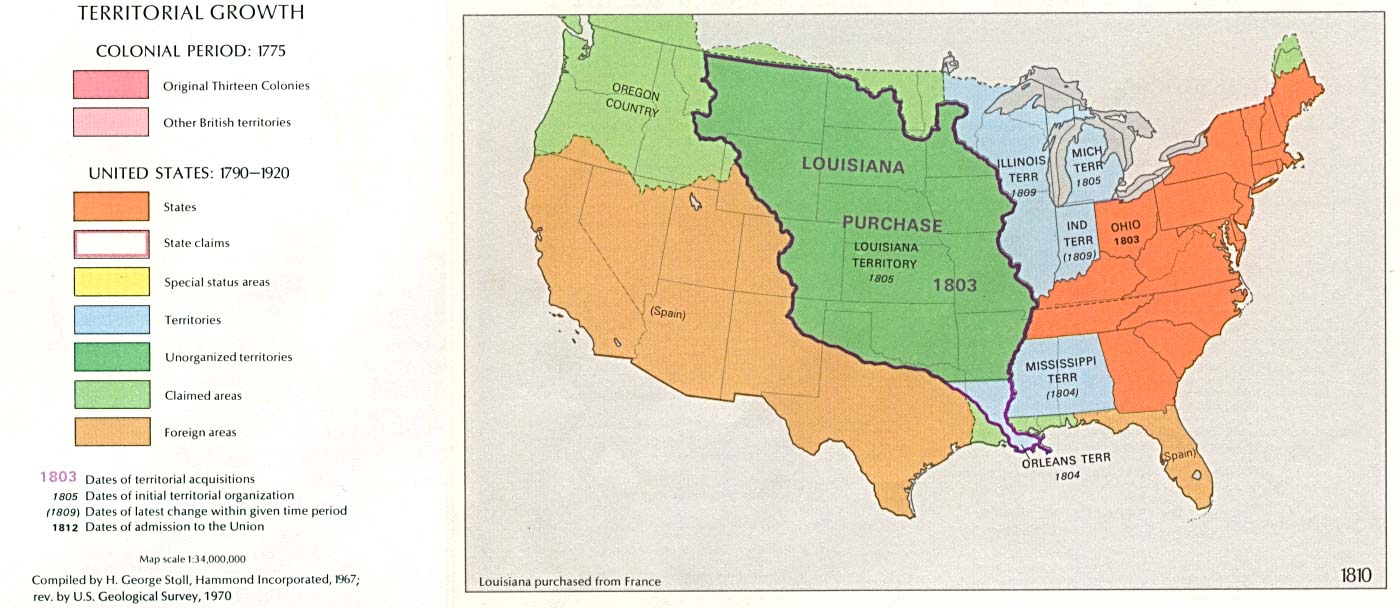
Louisiana Purchase 1803 (dunkelgrünes Gebiet), Territorien bis 1810 (hellblau), Gebietsansprüche (hellgrün)

Auf Washington folgte 1797 der Föderalist John Adams. 1801 wurde der Mitverfasser der Unabhängigkeitserklärung Thomas Jefferson der dritte Präsident der USA. Er erwarb 1803 im Louisiana Purchase für 80 Millionen Franc (15 Millionen US-Dollar) das Louisiana-Territorium von der französischen Regierung, welches drei Jahre zuvor im Dritten Vertrag von San Ildefonso von Spanien an Frankreich rückübertragen worden war. Die Lewis-und-Clark-Expedition von 1804 bis 1806 sollte der Erkundung des Landesinneren bis zur Pazifikküste und der Vorbereitung der weiteren Westexpansion dienen. 1810 annektierten die USA das Territorium von West Florida (heute das Gebiet um Mobile (Alabama), Biloxi (Mississippi) und Louisiana östlich des Mississippi River); obwohl dieser Anspruch von Spanien erst 1819 anerkannt wurde, hatten Siedler und Truppen aus den USA auf dem Boden die faktische Kontrolle. 1803 trat der erste der aus dem Nordwestterritorium gebildeten Staaten, Ohio, als 17. Staat der Union bei; 1813 wurde Louisiana der erste aus dem ehemaligen Louisiana-Territorium zugelassene Bundesstaat. Danach traten unter dem Missouri-Kompromiss von 1820 Bundesstaaten immer nur noch paarweise dem Bund bei, ein Staat mit legaler Sklavenhaltung (Sklavenstaat) südlich des Breitenkreises 36° 30' und ein freier Staat nördlich davon, um das Gleichgewicht im US-Senat nicht zu stören.

### Der Krieg von 1812
Durch die napoleonischen Kriege in Europa kam es wiederholt zu Spannungen zwischen den USA und dem Vereinigten Königreich. Amerikanische Schiffe wurden wiederholt von britischen Schiffen aufgebracht und man unterstellte den Amerikanern Parteinahme für die Franzosen; es kam auch vor, dass die Schiffsbesatzung in die britische Armee gezwungen wurde. 1812 mündete dieser Konflikt in den Britisch-Amerikanischen Krieg. Die Amerikaner konnten zu Beginn des Krieges trotz der enormen Überlegenheit der Briten mit ihren wenigen Schiffen sowohl auf See als auch auf den Binnengewässern Erfolge erzielen. Der Versuch der Amerikaner, in Kanada einzumarschieren, scheiterte hingegen kläglich, darüber hinaus besetzten die Briten im August 1814 kurzzeitig die neu gegründete Hauptstadt Washington, D.C. und verwüsteten die Stadt. Der Amtssitz des Präsidenten, das Weiße Haus und auch das Kapitol wurden nicht verschont. Ein Versuch der Briten, New Orleans zu erobern, scheiterte jedoch. General Andrew Jackson gelang es mit Hilfe des französischen Piraten Jean Laffite, die britischen Einheiten abzuwehren. Die Bombardierung von Fort McHenry bei Baltimore durch eine britische Flotte im September 1814 inspirierte Francis Scott Key zu einem Gedicht, dessen Vertonung seit 1931 die Nationalhymne der USA ist.
Nachdem Großbritannien den Krieg mit Frankreich beendet hatte, stand zu befürchten, dass Großbritannien nun mit ganzer Kraft gegen die USA vorginge. Daher vereinbarten die beiden Kriegsparteien am 24. Dezember 1814 den Frieden von Gent (heute Belgien). Der Vertrag stellte lediglich den status quo ante bellum (Zustand vor dem Krieg) wieder her und sah eine friedliche Regelung strittiger Grenzfragen durch Schiedskommissionen vor. Alle anderen Konfliktpunkte wie die Zwangsrekrutierung amerikanischer Seeleute wurden darin nicht erwähnt, erledigten sich aber durch das Ende der napoleonischen Kriege von selbst. Es gelang beiden Regierungen nachfolgend, das Kriegsende in der Öffentlichkeit als Sieg darzustellen.

### Weitere neue Bundesstaaten

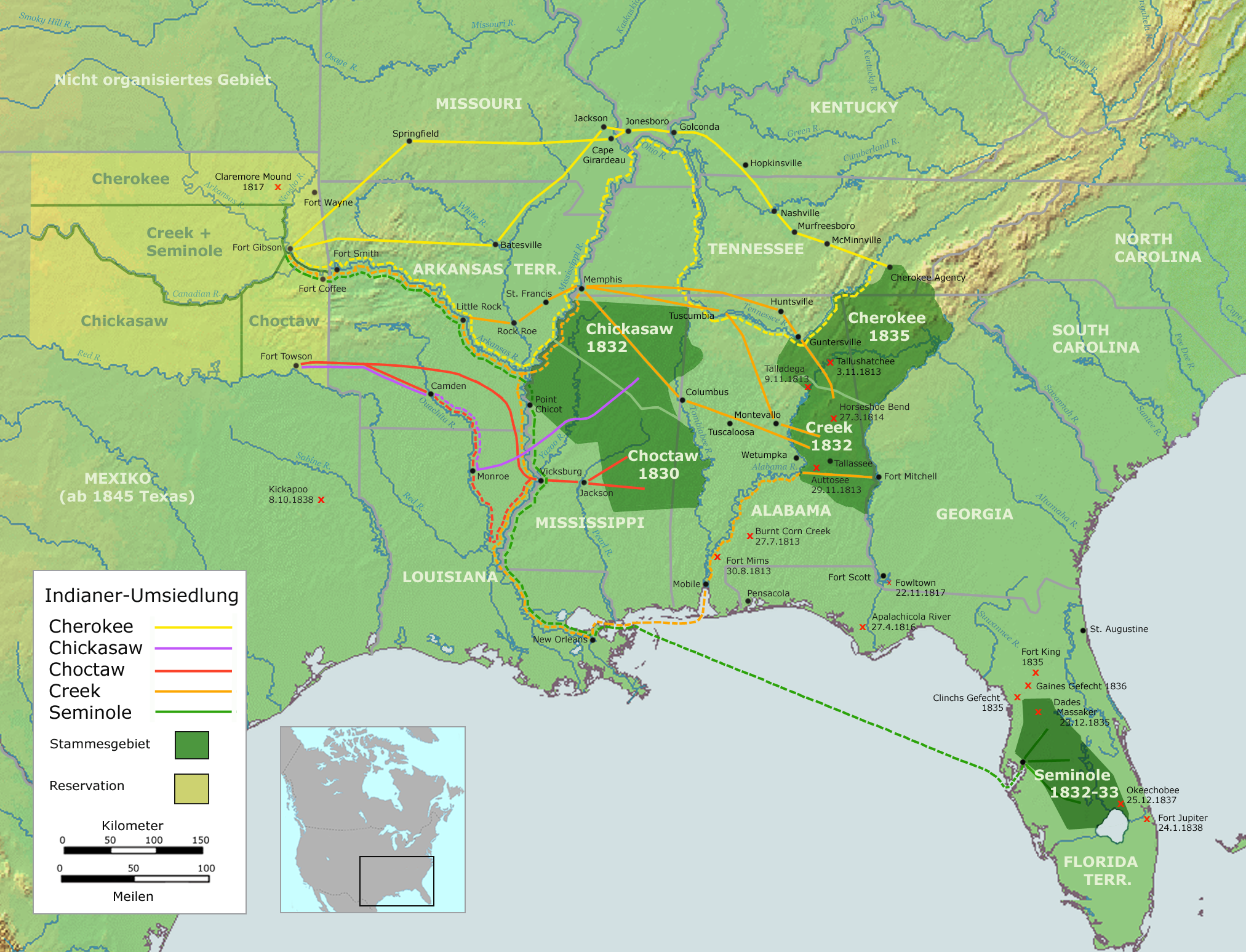
Seminolenkriege, 1817–1858

Als 1817 Indianer aus Florida, provoziert durch Razzien von US-Siedlern, die sich auf Einladung der Kolonialregierung in Florida niedergelassen hatten, auch Dörfer in Georgia angegriffen hatten, schickte die US-Regierung General Jackson in den ersten Seminolenkrieg. Jackson griff nicht nur die Indianer an, sondern nahm ebenfalls einige spanische Festungen ein. Spanien, geschwächt durch die drohende Unabhängigkeit seiner lateinamerikanischen Kolonien, sah sich zu Verhandlungen gezwungen und übergab in einem Vertrag 1819 Florida gegen eine Geldzahlung an die USA. In diesem Vertrag akzeptierte Spanien auch die Annexion West-Floridas durch die USA und die beiden Parteien einigten sich auf den Sabine River als die Westgrenze von Louisiana (und Ostgrenze des noch spanischen Texas).
Gleichzeitig wuchs die Bevölkerung in den westlichen Territorien weiter an, und es wurden in der Zeit von 1816 bis 1821 jährlich abwechselnd ein Nordstaat und ein Südstaat dem Bund zugelassen: Indiana (1816), Mississippi (1817), Illinois (1818), Alabama (1819), Maine (1820) und Missouri (1821). Die weitere Ausdehnung des Gebiets, in dem die Sklaverei zugelassen war, wurde in den Nordstaaten zunehmend kontrovers, so dass der Missouri-Kompromiss eingegangen werden musste.
Durch die Unabhängigkeit der spanischen Kolonien zwischen 1810 und 1826 auf dem amerikanischen Festland (siehe Mexikanischer Unabhängigkeitskrieg und Südamerikanische Befreiungskriege) entdeckten die USA und Großbritannien erste gemeinsame außenpolitische Ziele. Aufgemuntert durch die Briten, formulierten die Amerikaner 1823 die Monroe-Doktrin („Amerika den Amerikanern, Europa den Europäern“), die es den europäischen Kolonialmächten untersagte, weitere Kolonisierungen der westlichen Hemisphäre vorzunehmen. Im Gegenzug sagten die USA zu, sich aus europäischen Angelegenheiten herauszuhalten. Das umfasste auch Fragen zu den vorhandenen Kolonien in Kanada, der Karibik und Südamerika.

### Die Marktrevolution
Die Marktrevolution (market revolution) ist zeitlich zwischen der politischen Revolution und der industriellen Revolution angesiedelt und änderte das Gesicht der Vereinigten Staaten gewaltig. Sie umfasst den Zeitraum 1815 bis 1848 und wurde von vier sich gegenseitig bedingenden Faktoren ausgelöst: dem raschen Anstieg der Bevölkerung im Nordosten und Mittleren Westen, dem Ausbau des Verkehrswesens (Kanäle, Beginn des Eisenbahnbaus), dem Ausbau der Landwirtschaft und der beginnenden Industrialisierung. Zu Beginn des 19. Jahrhunderts verdoppelte sich die Einwohnerzahl der USA (die Bevölkerung New Yorks vervierfachte sich sogar in dieser Zeit). Dies lag an dem niedrigen Durchschnittsalter der Einwanderer und an der hohen Geburtenrate der Einwohner. Die ansteigende Bevölkerungszahl führte zur Erschließung neuer Siedlungsräume weiter westlich, so dass sich das gesamte 19. Jahrhundert hindurch die Siedlungsgrenze stetig in diese Richtung verschob. Diese Expansion hatte zur Folge, dass die Infrastruktur des Verkehrswesens in den westlichen Gebieten verbessert werden musste. Dabei spielten die Wasserwege eine bedeutende Rolle. Nach dem Krieg von 1812 begann die Ära der Kanalbauten, unter anderem der Bau des Eriekanal. Die Kanäle kurbelten die Wirtschaft an und wurden dennoch ab den 1830er Jahren von neuen technischen Entwicklungen des Verkehrs- und Kommunikationswesens abgelöst. Die Eisenbahn und der Telegraf gewannen immer mehr an Bedeutung.

## Deportation der Indianer unter Präsident Jackson (1830–1838)
Präsident Andrew Jackson war als ehemaliger General der Überzeugung, der Versuch, die Indianer zu zivilisieren, sei nutzlos. Er hielt die Ureinwohner entsprechend dem Denken vieler seiner Zeitgenossen für „Wilde“. Sie mussten separiert werden und weichen, damit sich die Vision der weißen Siedler vom Empire of Liberty realisieren ließe. Jacksons Ziel war daher, die „fünf zivilisierten Stämme“ Cherokee, Muskogee, Chickasaw, Chocktaw und Seminolen in deutlich kleinere Gebiete westlich des Mississippi zu verdrängen. Diese Indianerstämme bewohnten zu jener Zeit South Carolina, Georgia, und Florida. Sie waren stark assimiliert, hatten Schrift eingeführt und hielten Sklaven. Der Präsident ignorierte das. Er zog das Militär zu ihrem Schutz ab und setzte durch, dass der Kongress den Indian Removal Act beschloss. In diesem Gesetz wurden den Indianern als Entschädigung Gebiete westlich des Mississippi zugesprochen. Die Cherokee begehrten daraufhin Recht vor dem Supreme Court, da das neue Gesetz ihre 1827 verabschiedete Verfassung nicht anerkannte. Das Oberste Gericht sah sich jedoch als nicht zuständig an. Partei für die Indianer ergriff hingegen der Oberste Bundesrichter John Marshall, der die Zuständigkeit bundesstaatlicher Autorität für die Angelegenheiten der Ureinwohner festhielt. Praktisch blieb diese Anschauung wirkungslos, da die Einzelstaaten die Deportation der Indianer vorantrieben. Es kam zu Massakern an 800 Kriegern der Meskwaki und Sauk, und 1837 erreichte die Vertreibungspolitik einen traurigen Höhepunkt mit dem als „Pfad der Tränen“ (trail of tears) bekannt gewordenen 2000 Kilometer langen Zug der Cherokees nach Oklahoma, bei dem 4000 der 17.000 Stammesmitglieder umkamen. 1840 gab es mit Ausnahme der bis 1858 anhaltenden, langwierigen Seminolenkriege in Florida keine organisierte Indianerpräsenz mehr östlich des Mississippi. Im 20. Jahrhundert besannen sich die Indianer bei der Rechtfertigung von Besitzansprüchen auf die Bestimmungen John Marshalls.

## Verschärfung der Sklavereifrage (1825–1861)

Sklavenstaaten und freie Staaten in den Vereinigten Staaten von der Unabhängigkeit bis zum Bürgerkrieg

Mit der Wahl von John Quincy Adams zum Präsidenten (1824) und seinem knappen Sieg über Andrew Jackson ging eine eher unparteiische Ära der US-Geschichte zu Ende. Die folgenden Jahre sahen enorme wirtschaftliche Schwankungen. Trotz der Wirtschaftskrise von 1837 ist die Zeit jedoch insgesamt von Wachstum geprägt. Die Infrastruktur wurde immer weiter ausgebaut und die Industrialisierung nahm erste Schritte. Neben dem Bau einer Nationalen Straße – heute US 40 respektive I-70 von Washington über den Cumberland Gap nach Columbus (Ohio) und Vandalia (Illinois) – sind hier auch der Kanalbau (Illinois-Michigan-Kanal, Eriekanal) und die ersten Eisenbahnstrecken zu erwähnen. Um 1830 setzte sich die Siedlungsbewegung nach Westen fort. An der Ostküste und im Ohiotal hatten Siedler die fruchtbarsten Landflächen bereits in Besitz genommen. Daher drängten viele Amerikaner nun über den Mississippi weiter westwärts.
Im Jahr 1830 liegen auch die Ursprünge einer hauptsächlich in den Vereinigten Staaten von Amerika verbreiteten christlichen Glaubensgemeinschaft, dem Mormonentum. Deren Angehörige berufen sich auf das Buch Mormon. Diese religiöse Schrift wurde 1830 zum ersten Mal veröffentlicht. 5000 Erstexemplare gingen in Druck. Der Autor Joseph Smith soll 1823 einen Engel gesehen haben, der ihm auftrug, nach vier Jahren goldene Tafeln eines Buches zu bergen. Von 1827 bis 1830 übersetzte er angeblich jene Tafeln und schuf damit eine Schrift, die von den Mormonen bis heute als eine Ergänzung zur Bibel angesehen wird.
Vor allem die Frage der Sklaverei führte immer häufiger zu Auseinandersetzungen. Das föderale System der USA erlaubte es den einzelnen Staaten, selbst über diese Frage zu entscheiden. Der schon teilweise industrialisierte Norden war nicht auf Sklaven angewiesen, zumal hier die Immigranten ins Land strömten und das Klima weniger günstig für den Anbau von arbeitsintensiven Agrarprodukten geeignet war. 1833 bildete sich hier die American Anti-Slavery Society. Für die überwiegend agrarisch geprägten Südstaaten dagegen waren die Sklaven von großer wirtschaftlicher Bedeutung: Die harte Arbeit auf den Baumwollfeldern unter sengender Sonne wollten die Nachfahren der Europäer nicht auf sich nehmen. Aus den unterschiedlichen Wirtschaftssystemen ergaben sich auch ökonomische Konflikte zwischen den beiden Landesteilen. Während die Südstaaten, die auf den Export von Baumwolle, Tabak und anderen Landwirtschaftsprodukten angewiesen waren, für einen möglichst unbeschränkten Freihandel eintraten, verlangten die Nordstaaten nach Zöllen, die ihre noch junge Industrie vor Importen aus Europa schützten sollten.
Sowohl die Monroe-Doktrin von 1823 als auch die Erhebung von Handelszöllen hängen mit dem entstehenden Nord-Süd-Konflikt zusammen. Manche Historiker sehen darin den Beginn eines Isolationismus in der amerikanischen Außenpolitik, durch den die Südstaaten mit Europa ihren wichtigsten Absatzmarkt für Agrarprodukte verloren. Für den Norden dagegen war die isolationistische Politik günstig, da so die eigene Industrie gestärkt und vor Konkurrenz geschützt werden würde.
Die Zahl der Bundesstaaten vergrößerte sich weiter mit den Beitritten der Staaten Arkansas (1836) und Michigan (1837).

Mexikanisch-Amerikanischer Krieg

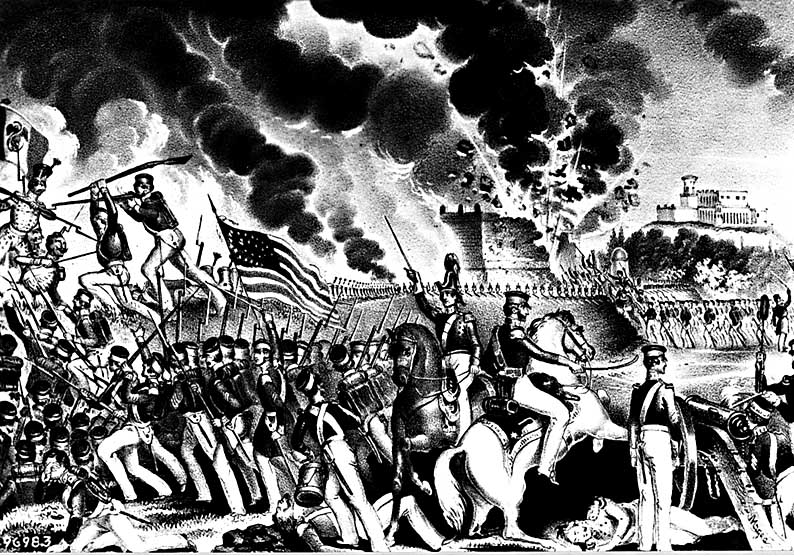
Schlacht von Molino del Rey im Krieg gegen Mexiko, 1847

Texas, das nach der Texanischen Revolution 1835/36 seine Unabhängigkeit von Mexiko als Republik Texas erreichte, trat den USA im Jahre 1845 als bislang flächenmäßig größter Staat des Bundes bei. Ein Grund für die Verzögerung des Beitritts lag in Befürchtungen, dies könne das Gleichgewicht im Konflikt zwischen dem industriellen Norden und dem von der Landwirtschaft abhängigen Süden verschärfen. Der Beitritt war eine der Voraussetzungen für die weitere Westexpansion unter der Devise der Manifest Destiny, die besonders von Präsident James K. Polk (1845–1849) verfolgt wurde (Oregon-Vertrag 1846).
Kurz nach dem Beitritt von Texas ergaben sich Anlässe für Grenzkonflikte mit Mexiko, aus denen sich der Mexikanisch-Amerikanische Krieg 1846–1848 entwickelte.
Da das Ziel dieses Kriegs die weitere Landgewinnung im Südwesten war und weitere Sklavenstaaten auf dem eroberten Land erwachsen könnten, gab es starke Widerstände gegen den Krieg, insbesondere im Nordosten der Republik. Aus dem religiösen Milieu, in dem der Abolitionismus besonders stark war, kamen der heftigste Widerstand und sogar Impulse zur Sezession. Die USA erreichten Anfang 1848 im Vertrag von Guadalupe Hidalgo die Überlassung des gesamten Gebiets zwischen Texas und dem Pazifik nördlich von Rio Grande und Gila River. Im gleichen Jahr begann der Kalifornische Goldrausch, der Hunderttausende neue Siedler an die Westküste zog. Nach dem Kompromiss von 1850 wurde Kalifornien als 31. Staat in die Union aufgenommen. Später wurden durch den Gadsden-Kauf noch weitere Gebiete von Mexiko übernommen.
Die Sklavenfrage wurde durch das Urteil des Obersten Gerichtshofs im Fall Dred Scott v. Sandford verschärft, in dem die Richter erklärten, dass Schwarze, ob Sklave oder nicht, nie die Staatsbürgerschaft der Vereinigten Staaten erhalten könnten. Weiterhin sei die Abschaffung der Sklaverei durch den Kongress verfassungswidrig, da sie eine Enteignung der Sklavenbesitzer ohne gerechten Prozess darstelle. Über die Zukunft des Kansas-Territoriums als Sklaven- oder sklavenfreier Staat kam es zum langjährigen Konflikt, was als Bleeding Kansas in die Geschichte einging. Die Sklavenfrage führte darüber hinaus zum Niedergang der Whig Party, als neue politische Kraft entstand 1854 die Republikanische Partei.
1860 wurde der Republikaner Abraham Lincoln zum Präsidenten gewählt. Lincoln, bekennender Gegner der Sklaverei, war für viele Menschen in den Südstaaten untragbar, und so kam es zur Sezession. Lincoln und seine Regierung erklärten zu dieser Zeit große Gebiete im Westen zu US-Territorium, dazu gehörten Colorado, Nevada, Arizona, Idaho, Montana. Die Besiedelung dieser Gebiete war ihnen wichtig. So unterzeichnete Lincoln am 20. Mai 1862 den Homestead Act. Personen über 21 Jahren konnten ein 160 Acres großes Stück Land in Besitz nehmen und es bewirtschaften. Wenn sie fünf Jahre auf dem Land lebten, gehörte es ihnen.

## Der Amerikanische Bürgerkrieg (1861–1865)
Einige Wochen nach der Wahl Abraham Lincolns, aber noch vor seiner Amtseinführung, sagte sich der Bundesstaat South Carolina von der Union los. Wenige Wochen später folgen die Staaten Mississippi, Florida, Alabama, Georgia und Louisiana. Diese Staaten erklärten sich selber zu einer eigenständigen, neuen Nation – den Confederate States of America (Konföderierte Staaten von Amerika). Später traten auch Arkansas, Virginia, Texas, Tennessee und North Carolina den Konföderierten Staaten bei. Für Lincoln bedeutete die Abspaltung Krieg, denn der Erhalt der Union war sein vorrangiges Ziel.
Offiziell ging es aus der Sicht des Südens um die Wahrung der einzelstaatlichen Rechte, aus der Sicht des Nordens um den Erhalt der Union. Die tieferen Gründe verdeutlichte Abraham Lincoln in seiner berühmten Gettysburg Address: Es ging um die Frage, ob eine Demokratie überhaupt auf Dauer Bestand haben kann, wenn die Minderheit nach einem ihr nicht genehmen Beschluss der Mehrheit jederzeit das Recht hat, die staatliche Einheit aufzukündigen. Entzündet hatte sich der Konflikt an der Sklavenfrage und an den unterschiedlichen wirtschaftlichen Auffassungen und Interessen, die sich aus ihr ergaben.
Präsident Lincoln favorisierte den Unionsgeneral Robert E. Lee zur Führung der Unionstruppen. Lee aber entschied sich für seine Heimat Virginia – kämpfte also auf der Seite der Konföderierten. Das sollte den Krieg entscheidend verlängern. Die Südstaaten, unter ihrem Präsidenten Jefferson Davis, hatten zu dieser Zeit brillante Befehlshaber und eine hervorragend motivierte Armee, da es für sie um grundlegende Interessen ging. Die Nordstaaten hingegen waren zahlenmäßig weit überlegen und besser ausgerüstet, hatten aber Probleme in der militärischen Führung. Dies zeigte sich besonders in den ersten Monaten des Krieges. Nach dem Beschuss des Forts Sumter durch die Konföderierten kam es zur ersten offenen Feldschlacht bei Bull Run. Die Schlacht war schnell entschieden und der Süden hatte seinen ersten Sieg errungen. Es folgten weitere erfolgreiche Schlachten für den Süden. Erfolge blieben für den Norden aus.
Dazu kam, dass der Süden auf Unterstützung aus Europa, das von der Baumwolle abhängig war, hoffen konnte. Diese Tatsache erst machte die Befreiung der Sklaven zum wichtigen Kriegsziel des Nordens. So erließ Lincoln am 22. September 1862 die Emanzipations-Proklamation der Schwarzen und rechtfertigte somit den Krieg als einen Kampf gegen die Sklaverei. Dies machte es europäischen Politikern schwer, die Öffentlichkeit für eine Intervention gegen den Norden zu begeistern. Diese wäre aus handelspolitischen Gründen insbesondere für Großbritannien interessant gewesen, das Industrieprodukte gegen die Agrarprodukte des US-Südens (vor allem Baumwolle für die britische Textilindustrie) tauschen wollte. Die Nordstaaten hatten bisher für Schutzzölle zugunsten der eigenen Industrie gesorgt, die durch die Unabhängigkeit des Südens wegfallen würden.
Die Kriegswende kam nach zwei Jahren für den Norden. General Robert E. Lee wollte eine Entscheidung des Krieges herbeiführen und marschierte in Pennsylvania ein. In der Schlacht von Gettysburg, die drei Tage andauerte, konnten sich die Nordstaaten erstmals behaupten. General Ulysses S. Grant nahm gleichzeitig die strategisch wichtige Stadt Vicksburg am Mississippi ein. Sprichwörtlich wurde dem Süden mit der Einnahme dieser Stadt das Rückgrat gebrochen, da der Süden danach über kein zusammengehöriges Gebiet mehr verfügte. 1864 marschierte General William T. Sherman in den Konföderierten Staat Georgia ein und hinterließ verbrannte Erde.
General Ulysses S. Grant verfolgte General Lee und verwickelte ihn in ständig neue Gefechte. Am 2. April 1865 musste Lee Grant die Hauptstadt der Konföderierten, Richmond, übergeben. Eine Woche später kapitulierte Lee im Appomattox Court House. Der Krieg war vorbei.
Mehr als 600.000 Soldaten hatten in diesem Bürgerkrieg ihr Leben verloren. Die Sklaven wurden mit dem 13. Zusatzartikel zur Verfassung der Vereinigten Staaten freie Bürger, aber gleichberechtigt waren sie noch lange nicht. Dieser Konflikt wird heute noch in manchen Teilen der USA ausgefochten. Im Süden wurden durch den Wegfall der Sklaverei die großen Plantagen aufgeteilt und es bildete sich mit der Zeit eine Mittelstandsgesellschaft. Die Wirtschafts- und Finanzkraft ging an den Norden über.
Die Nachwirkungen des blutigen Krieges sind auch heute noch zu spüren. Trotzdem hatte Lincoln ein Ziel erreicht: Die USA waren keine Nation von lose verbundenen Staaten mehr, sondern ein unzertrennbarer Nationalstaat. Abraham Lincoln erlebte diese Auswirkungen nicht mehr mit; er wurde eine Woche nach Lees Kapitulation bei einem Theaterbesuch ermordet.

## Rekonstruktion und Industrialisierung (1865–1914)

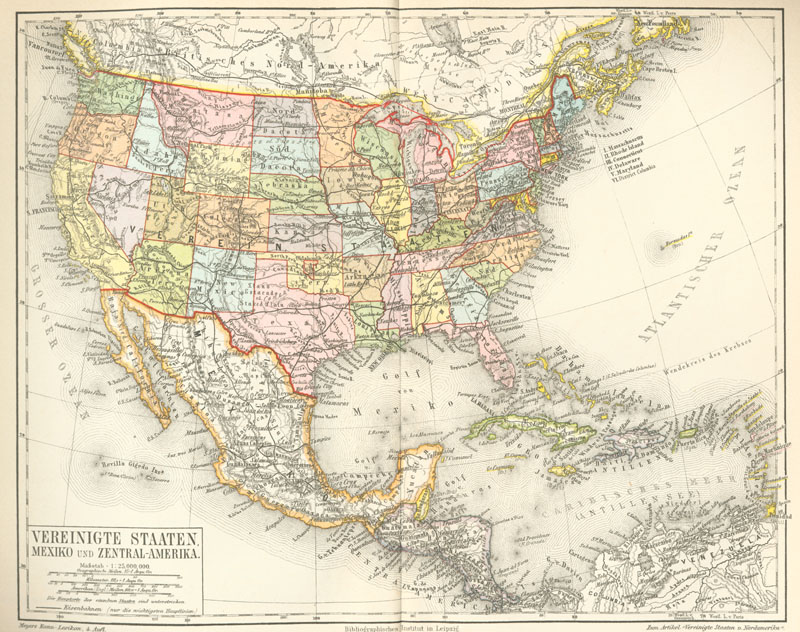
Nordamerika am Ende des 19. Jahrhunderts

### Reconstruction
In der Zeit nach dem Bürgerkrieg standen die Vereinigten Staaten vor der schwierigen Aufgabe, den Süden wieder aufzubauen und die Abschaffung der Sklaverei konstitutionell zu verankern. Letzteres geschah mit dem 13., 14. und 15. Zusatzartikel zur Verfassung. Der Prozess der Reconstruction wird von den meisten Historikern nicht als Erfolg gewertet. In vielen Staaten wurden ab 1876 die so genannten Jim-Crow-Gesetze verabschiedet, die die Rechte der ehemaligen Sklaven drastisch minderten und dadurch die Rassentrennung verstärkten. In die Jahre 1862 bis 1890 fällt auch die letzte Phase der Indianerkriege.
Ein weiteres prägendes Motiv der amerikanischen Geschichte gegen Mitte des 19. Jahrhunderts war die Landnahme gegen Westen, welche die frontier – die Grenze zum offenen, „unzivilisierten“ Land – immer weiter Richtung Kalifornien verschob. Dieses zu jener Zeit offene Land ist in der Folklore als „Wilder Westen“ in Erinnerung geblieben. Geprägt war diese historische Periode von den Indianerkriegen, die sich bis 1890 (Wounded Knee) hinzogen, dem „Goldrausch“ 1848/49 nach Goldfunden in Kalifornien, der Besiedlung durch wilde Siedler (Squatter) und den oft gewalttätig ausgetragenen „Weidekriegen“ um die Inbesitznahme des offenen Landes (bekanntestes Beispiel: der Lincoln County War in New Mexico 1878 unter Beteiligung von John Chisum und Billy the Kid).

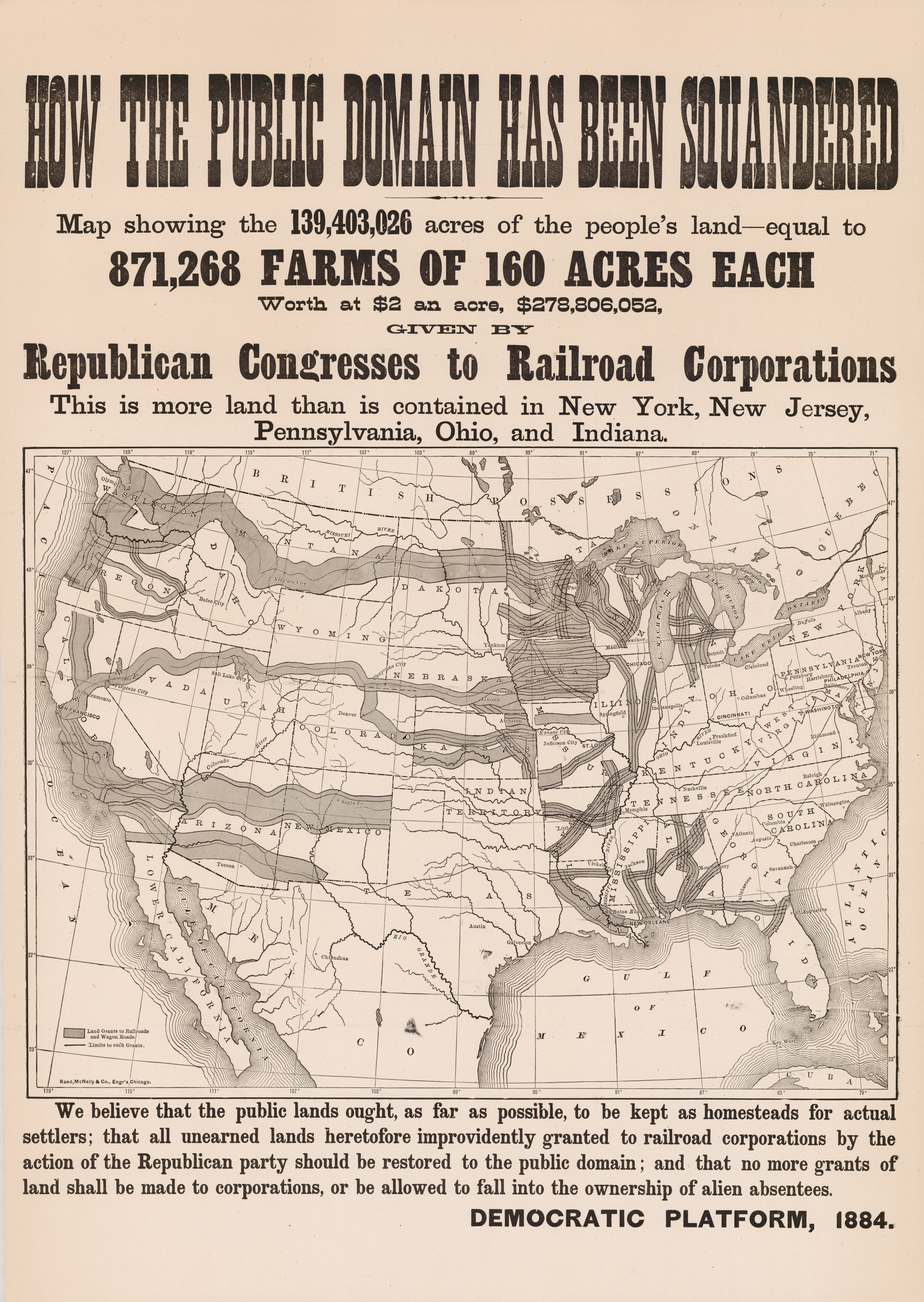
Eine Karte von 1884, die sich gegen die Ausgabe von 139.403.026 Acre Land, was Boden für 871.268 Bauernhöfen zu 160 Acre entsprach, an die Eisenbahngesellschaften richtet. Damit wurden bei 2 Dollar/Acre Landmassen im Wert von 278.806.052 verteilt. Maße: 60 × 42 cm, Druckjahr: 1884, bewahrt in der Cornell University Library

Einen erheblichen Einfluss auf die zunehmende Besiedlung des Westens hatte auch der „Homestead Act“ von 1862, der Land in Staatsbesitz kostenlos an Niederlassungswillige übertrug. Beschleunigt wurde die Erschließung durch den Bau der Eisenbahnen vom Mittleren Westen nach Kalifornien ab 1862 (siehe Geschichte der Eisenbahn in Nordamerika). Das amerikanische Schienennetz wuchs dadurch insgesamt zwischen 1870 und der Jahrhundertwende von 53.000 auf 200.000 Meilen. Damit war es länger als alle Bahnstrecken der restlichen Welt insgesamt. Dieser Prozess der kontinentalen Ausdehnung der USA fand seinen Ausdruck auch darin, dass sich neue Bundesstaaten bildeten und in die Union aufgenommen wurden: Texas (1845), Iowa (1846), Wisconsin (1848), Kalifornien (1850), Minnesota (1858), Oregon (1859), Washington (1889) und weitere. 1867 kauften die USA Alaska für 7,2 Millionen Dollar (in Gold) von Russland. Als Abschluss der Ära der Erschließung des Westens gilt das Ende der Indianerkriege (1890). Die letzte Inbesitznahme von Land durch angloamerikanische Siedler fand zwischen 1889 und 1895 in Oklahoma statt, wo nacheinander die „Unassigned Lands“, mehrere Indianerreservate und der Cherokee Outlet durch „Land Runs“ geöffnet wurden. Beim Zensus 1900 wurden weniger als 240.000 Indianer verzeichnet. Die Native Americans hatten ihre kulturelle Identität weitgehend verloren. Ihre Existenz hing vom guten Willen der Bundesregierung und privaten Spenden ab. Die frontier wurde nach dem Census-Bericht von 1890 für geschlossen erklärt. Dieser Census belegte, dass es keine durchgehende Siedlungsgrenze in den USA mehr gab – die USA waren vollständig erschlossen.

### Industrialisierung

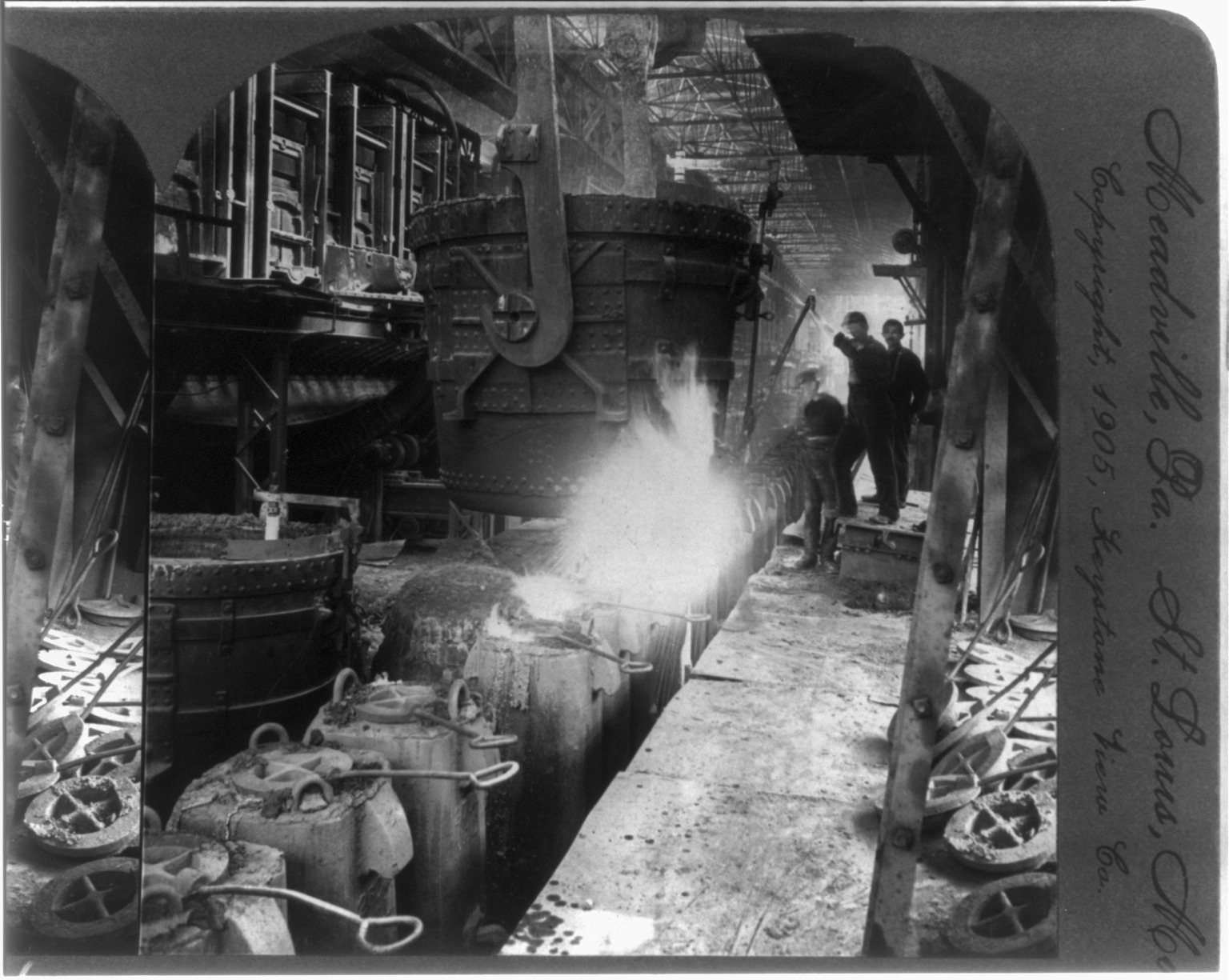
Stahlwerk in Pittsburgh, Pennsylvania, um 1905

Im Jahr 1877 war das offizielle Ende der militärischen Rekonstruktion; die Zeit nach der Rekonstruktion wird als Gilded Age bezeichnet. Die Gesellschaft der USA wurde immer mehr von Industrie und Wirtschaft geprägt. Die Weltausstellungen von Philadelphia 1876 und Chicago 1893 demonstrierten diesen Aufschwung nach außen hin. Der Westen des Landes zog viele Spekulanten und Glücksritter an. Neue Staaten traten nach und nach der Union bei.
In den 1880er Jahren und im Jahrzehnt von 1905 bis 1915 erreichte die europäische Einwanderung in die USA einen Höhepunkt, die daraufhin im Immigration Act of 1924 beschränkt wurde. Neben New York überschritten um 1890 mit Philadelphia und Chicago zwei weitere Städte die Zahl von einer Million Einwohner; die Gesamtbevölkerung der USA stieg im Zeitraum von 1870 bis 1920 von 38,5 Millionen auf 106 Millionen.
Durch die Zweite Welle der Industrialisierung 1865–1914 stiegen die Vereinigten Staaten zur weltweit führenden Wirtschaftsmacht auf. Namen wie Bell, Edison, Carnegie, Westinghouse, Vanderbilt, Rockefeller, J. P. Morgan und William Jennings Bryan prägten von nun an die Geschichte. 1869 wurde durch die Verbindung von Central Pacific Railroad und Union Pacific Railroad die erste Transkontinentale Eisenbahn vollendet.
1883 wurde der Öffentliche Dienst mit dem Pendleton Civil Service Reform Act reformiert. Der Sherman Antitrust Act von 1890 war ein erster Versuch, die Monopolbildungstendenzen der amerikanischen Wirtschaft einzuschränken. In dieser Zeit entstanden erste große Gewerkschaften, darunter die American Federation of Labor. Streiks wie der Große Eisenbahnstreik von 1877, der Haymarket Riot von 1886, der Homestead-Streik von 1892 oder der Pullman-Streik von 1894 erregten landesweites Aufsehen. Mit der Präsidentschaft Theodore Roosevelts (1901–1909) begann der Siegeszug des Progressivismus.

### Interventionismus

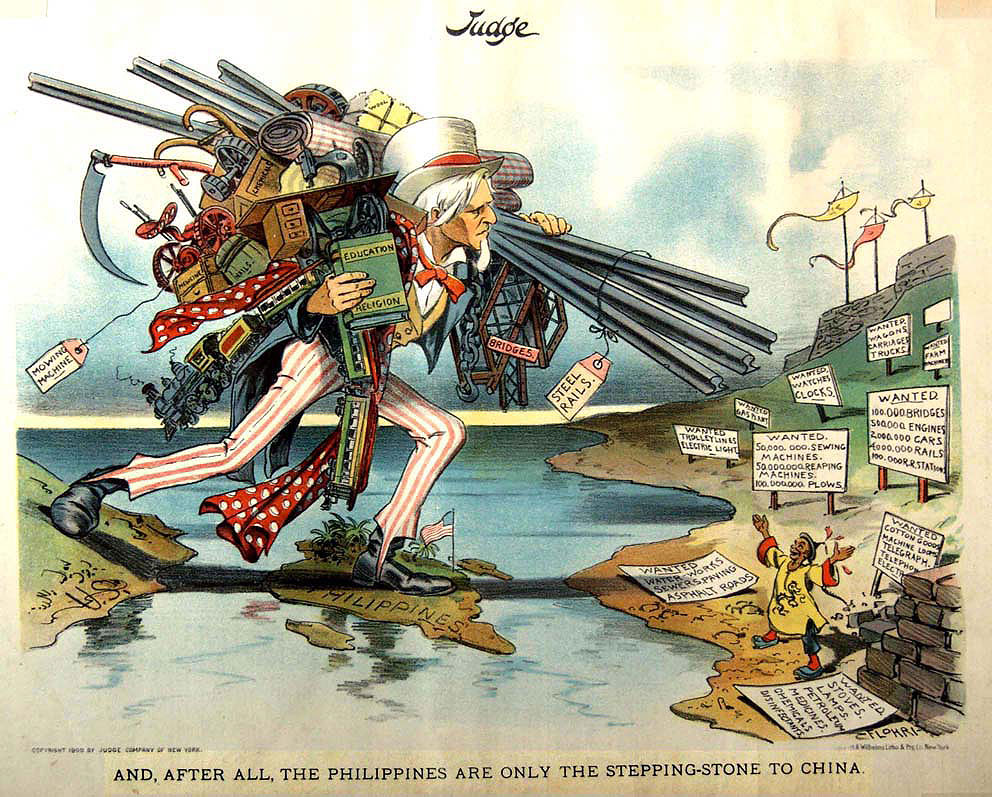
Die Philippinen als Trittstein nach China, Cartoon um 1900

Bereits 1854 hatte Commodore Matthew Perry die Öffnung der japanischen Häfen für den Handel mit Amerika durchgesetzt. Mit der Politik der offenen Tür (Open Door Policy) gegenüber China unter William McKinley (US-Präsident 1897–1901) begann erneut eine expansionistische Phase der US-Außenpolitik. 1898 führten die USA den Spanisch-Amerikanischen Krieg und eroberten die letzten spanischen Kolonien Kuba und – nach dem mehrjährigen Philippinisch-Amerikanischen Krieg gegen die dortige Unabhängigkeitsbewegung – die Philippinen. Während Kuba unabhängig wurde, kamen die USA mit den Philippinen und Puerto Rico zu ihren ersten eigenen Kolonien.
Unter Präsident Theodore Roosevelt (1858–1919) adaptierte die USA die Politik des Big Stick. 1904 legte er mit dem Roosevelt-Corollary, einem Zusatz zur Monroe-Doktrin, den Grundstein für eine expansionistischere Außenpolitik, wonach die Vereinigten Staaten als internationale Polizeigewalt auftreten sollten. Ein wichtiger Baustein dieser Politik war der Bau des Panamakanals zwischen 1903 und 1914 (Eröffnung: 1920), durch den der amerikanische Export beflügelt und der amerikanischen Flotte eine höhere Flexibilität verliehen wurde. Zahlreiche Interventionen der USA in Lateinamerika folgten. Die Präsidentschaft William Howard Tafts (1909–1913) markiert den Übergang zur Dollar-Diplomatie.

## Erster Weltkrieg (1914–1918)
Zu Beginn des Kriegs 1914 stand Präsident Woodrow Wilson den Westmächten näher als dem Deutschen Reich, das für ihn Autokratie und Militarismus verkörperte. Großbritannien hatte demgegenüber seit langem außenpolitisch und wirtschaftlich mit den USA kooperiert. Die US-Regierung verurteilte die mit dem Völkerrecht nicht konforme deutsche U-Boot-Kriegsführung, die die Absicht hatte, Schiffe mit kriegswichtigen Waren auf dem Seeweg nach Großbritannien zu versenken und Großbritannien durch Seeblockade zu isolieren. Die USA bewegten sich aus ihrer anfänglichen Neutralität jedoch keineswegs geradlinig auf eine Kriegsteilnahme hin. Einschneidend war die Versenkung des Passagierdampfers Lusitania im Mai 1915 mit Kriegsgut durch ein deutsches U-Boot, wodurch 128 amerikanische Zivilisten ums Leben kamen. Die deutsche Reichsregierung machte darauf einen Rückzug von dem uneingeschränkten U-Boot-Krieg, was zu einer Entschärfung und vorübergehenden Stabilisierung der Beziehungen führte, während sich parallel die Beziehungen der USA zu Frankreich und Großbritannien wegen Kriegshandelsfragen verschlechterte. Eine Friedensbewegung und eine Minderheit von „Interventionisten“ standen sich gegenüber. Letztere sahen das Deutsche Reich als Störenfried des internationalen Gefüges. 1916 überwog nach wie vor die Friedensgesinnung im Volk. Wilson gewann die Wiederwahl und plädierte mit Hinhaltetaktik weiterhin für einen „Frieden ohne Sieg“. 1917 nahm das Deutsche Reich den uneingeschränkten U-Boot-Krieg wieder auf, woraufhin Wilson Anfang Februar 1917 die Beziehung mit Berlin abbrach. Neue Friedensbewegungen ließen einen Kriegseintritt nicht zu. Erst die abgefangene deutsche Zimmermann-Depesche, die Empfindlichkeiten der amerikanischen Außenpolitik berührte, beschleunigte den weiteren Verlauf, der am 6. April 1917 zur Kriegserklärung an das Reich führte. Die USA waren von da an eine „assoziierte“ Macht an der Seite der „alliierten“ Westmächte.
Die Wehrpflicht wurde mit dem Selective Service Act am 18. Mai 1917 eingeführt, da sich nicht genug Freiwillige gemeldet hatten. Bis 1918 wurden fast 3 Millionen Soldaten rekrutiert, von denen 2 Millionen in Frankreich eingesetzt waren. Die Rüstung wurde gesteigert, machte aber nicht mehr als ein Viertel der volkswirtschaftlichen Gesamtproduktion aus. Der gesamtwirtschaftliche Wachstumsschub war jedoch mit einer Steigerung von 40 Milliarden Dollar 1914 auf 90 Milliarden Dollar 1920 enorm.
Im Herbst 1917 trafen amerikanische Truppen unter General John Pershing in Frankreich ein. Wilson fasst die Kriegsziele in seinem 14-Punkte-Programm zusammen und forderte darin unter anderem offene Diplomatie, Freiheit der Meere, unbehinderten Welthandel und die Gründung eines Völkerbundes. Der Krieg endete am 11. November 1918 mit nachfolgenden, harten Friedensbedingungen für das Reich, die den Absichten Wilsons widersprachen. Wilson hatte seine Möglichkeiten überschätzt, Frankreich und Großbritannien davon abzuhalten, Deutschland politisch und wirtschaftlich zu sehr zu schwächen.

## Zwischen den Weltkriegen (1918–1941)

Frauenwahlrecht in den einzelnen Bundesstaaten vor Verabschiedung des 19. Amendments 1920:
Volles Wahlrecht für Frauen
Wahlrecht bei Präsidentschaftswahlen
Wahlrecht bei den Primaries, das heißt Vorwahlen
Kommunales Wahlrecht
Wahlrecht in Schul-, Steuer- und Schuldenangelegenheiten
Kommunales Wahlrecht in einigen Städten
Kommunales Wahlrecht bei den Primaries in einigen Städten
Kein Wahlrecht

Nach dem Ersten Weltkrieg kam es zur Roten Angst (Red Scare), einer antikommunistischen Welle unter dem Eindruck der Revolution in Russland, die ihren Höhepunkt in den Palmer Raids, einer großangelegten Verfolgung linker Organisationen durch Justizminister Alexander Mitchell Palmer, fand. 1919 wurde der 18. Verfassungszusatz zum landesweiten Verbot von Herstellung, Verkauf und Konsum von Alkohol (Alkoholprohibition) verabschiedet, was letztendlich 1933 durch den 21. Zusatzartikel wieder rückgängig gemacht wurde.

### Wahlrecht
Auf der Ebene der Bundesstaaten war das Frauenwahlrecht zu unterschiedlichen Zeiten erreicht worden. In New Jersey hatten vermögende Frauen schon seit 1776 das Wahlrecht und wählten ab 1787. Als das allgemeine Wahlrecht für Männer dort eingeführt wurde, verloren Frauen das Wahlrecht. Schlusslichter waren 1918 Oklahoma, Michigan, South Dakota und Texas (Frauenwahlrecht bei Vorwahlen). In manchen Bundesstaaten wurden auch nach 1920 noch Beschränkungen wie Lese- und Schreibtests und Wahlsteuern benutzt, um Schwarze vom Wählen auszuschließen. Auf Bundesebene sah die Verfassung vom 13. September 1788 beim passiven Wahlrecht zwar keine Beschränkungen in Bezug auf das Geschlecht für die beiden Kammern vor. Explizit wurden aber erst 1920 mit dem Inkrafttreten des 19. Zusatzartikels zur Verfassung der Vereinigten Staaten in den USA alle Einschränkungen des Wahlrechts aufgrund des Geschlechts untersagt, womit Frauen das vollständige Wahlrecht auf allen Ebenen erhielten. Die amerikanische Präsidentschaftswahl von 1920 war die erste, bei der das Frauenwahlrecht zum Tragen kam.
Im Zuge einer veränderten Indianerpolitik der Vereinigten Staaten erhielten mit dem Indian Citizenship Act von 1924 auch Indianer die vollen Bürgerrechte und somit auch zum ersten Mal das Wahlrecht auf Bundesebene.

### Außenpolitik
Präsident Wilsons Absicht, durch den im Versailler Vertrag begründeten Völkerbund auf die internationale Politik einzuwirken, wurde durch das gegenteilige Votum des Kongresses verhindert. Die USA waren eines der wenigen Länder, die dem Völkerbund immer fernblieben. Die Vereinigten Staaten lehnten den Versailler Vertrag der Alliierten mit dem Deutschen Reich ab und verzeichneten infolge der Schwächung der europäischen Mächte, die sich während des Krieges bei den USA teils hoch verschuldet hatten, durch den Krieg eine deutliche Zunahme ihres wirtschaftlichen Einflusses, kehrten aber ansonsten zum Isolationismus beziehungsweise zur Neutralitätspolitik zurück. In diesen Zusammenhang gehörte auch der Immigration Act of 1924, durch den die Phase der Masseneinwanderung für vier Jahrzehnte beendet wurde; insbesondere gegenüber Migranten aus Asien, Afrika und Lateinamerika schotteten sich die USA nun vorerst weitgehend ab.
Nennenswerte außenpolitische Initiativen der Periode waren die Abhaltung der Washingtoner Flottenkonferenz von 1922, verschiedene Vermittlungen im Reparationsstreit mit Deutschland und der Briand-Kellogg-Pakt von 1928 zur Ächtung des Krieges. Aus Anlass der Mandschurei-Krise wurde 1932 die Hoover-Stimson-Doktrin über die Nichtanerkennung von Grenzänderungen durch kriegerische Mittel formuliert.

### Roaring Twenties

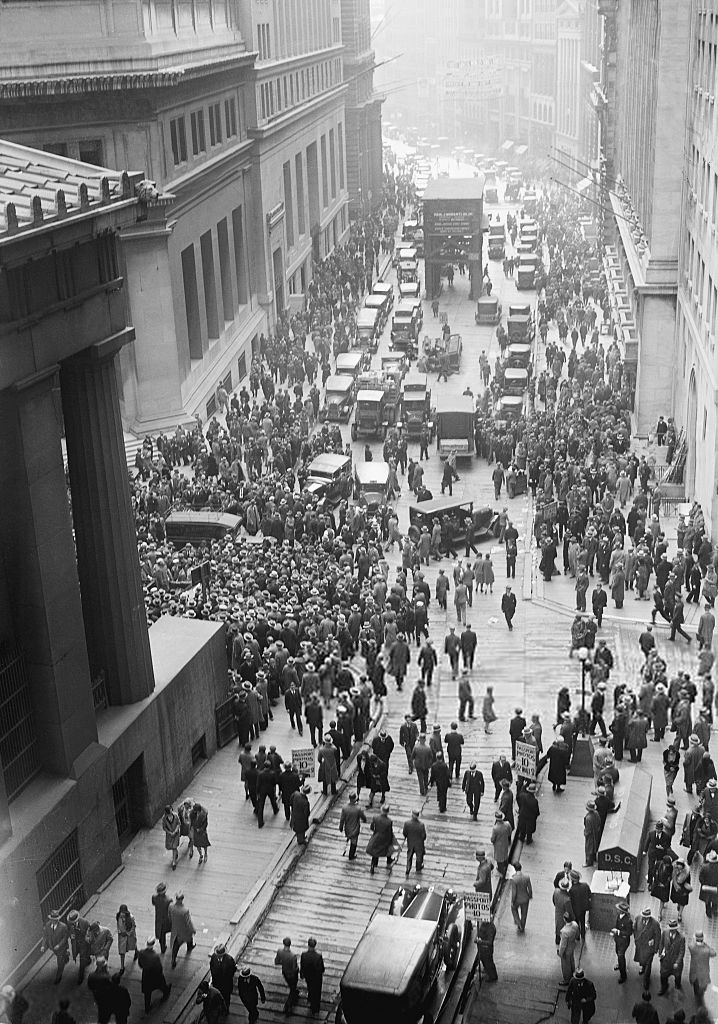
Menschenansammlung vor der New Yorker Börse nach dem Schwarzen Donnerstag von 1929

Die 1920er-Jahre waren geprägt durch einen großen Rausch, der durch die Wirtschaft ging (Roaring Twenties, vgl. Goldene Zwanziger). Gestützt auf die Theorien des Fordismus, nach denen hohe Löhne und dadurch steigende Nachfrage das Heilmittel gegen wirtschaftliche Krisen wären, bildete sich zum ersten Mal eine Konsum- und Wohlstandsgesellschaft heraus. Die Präsidentschaft in diesem Jahrzehnt wurde von den Republikanern Warren G. Harding, Calvin Coolidge und Herbert Hoover gehalten.
Die Desillusionierung mit dem modernistischen Zeitgeist wurde von den Künstlern der Lost Generation zum Ausdruck gebracht. Afro-amerikanische Künstler begründeten die Harlem Renaissance. In die 1920er-Jahre fallen auch die Blütezeit des Jazz, der Tanzmusik (Charleston) und das Aufkommen der großen Film- und Rundfunkgesellschaften. Die 1920er-Jahre waren auch die Blütezeit des Ku-Klux-Klan, der damals über vier Millionen Mitglieder hatte.

### Große Depression und New Deal

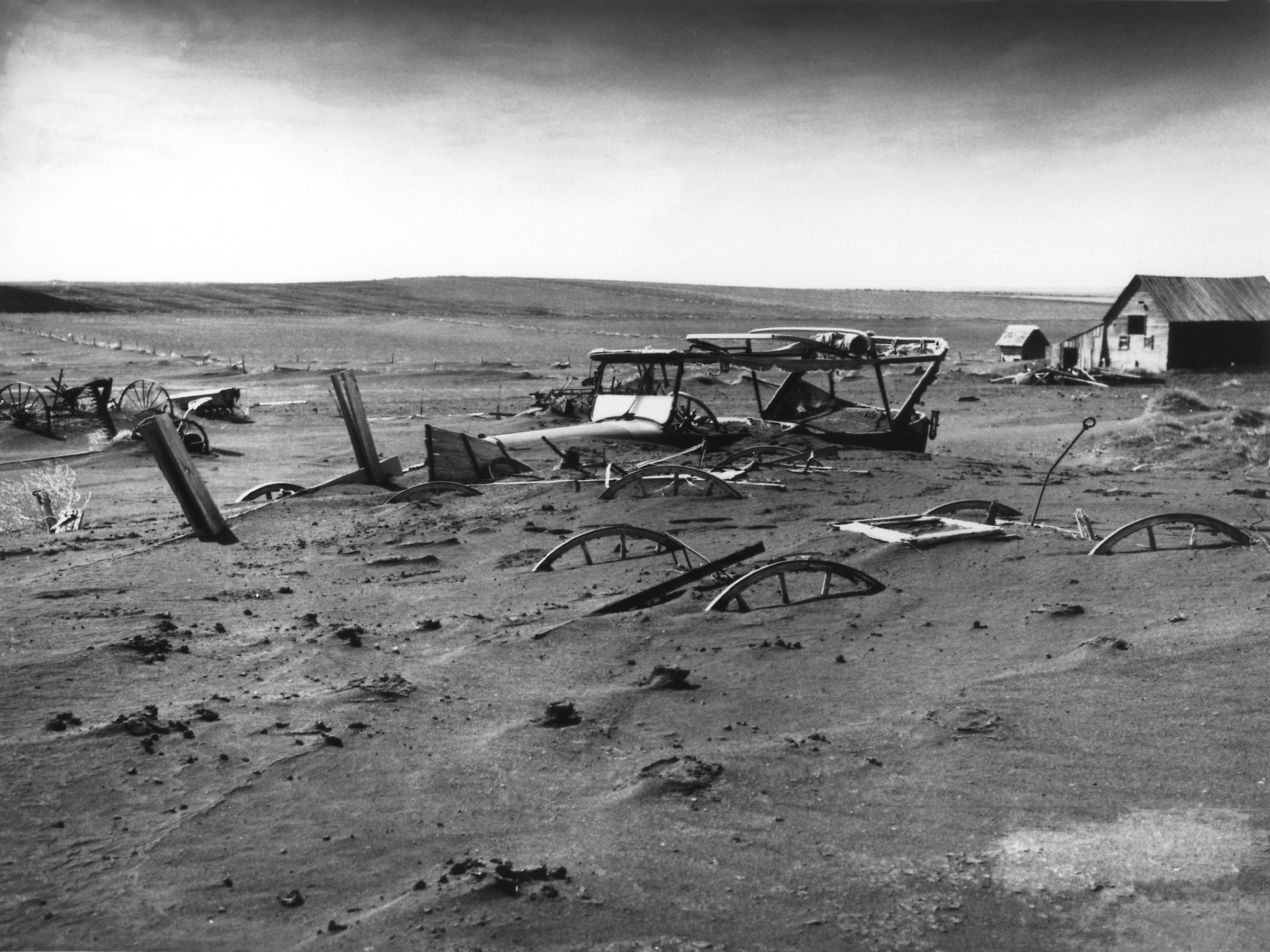
Verlassene Farm im Dust Bowl, South Dakota, 1936

Der große Börsenkrach 1929, der mit dem schwarzen Donnerstag am 24. Oktober begann, läutete eine globale Weltwirtschaftskrise ein. Die Vereinigten Staaten trugen durch den protektionistischen Smoot-Hawley Tariff Act zur Verschärfung der Krise bei, denn die Vergeltungszölle, die alle ihre Handelspartner daraufhin erhoben, ließen den Welthandel bis 1933 um etwa 60 % schrumpfen. Die USA wurden von der Krise besonders stark getroffen, unter anderem weil Präsident Herbert Hoover aus grundsätzlichen Überlegungen heraus Interventionen des Staates in die Wirtschaft ablehnte. Die Arbeitslosenquote stieg von 3 % im Jahr 1929 auf ihren Höchststand von 24,9 % im Jahr 1933. Anders als in Europa gab es in den Vereinigten Staaten zu Beginn der Großen Depression noch kein soziales Sicherheitsnetz. Es gab auch noch keinen Einlagensicherungsfonds. Als Tausende von Banken in Insolvenz fielen, verloren viele Bürger all ihre Ersparnisse. Zahlreiche Arbeitslose und Geringbeschäftigte lebten in nach Präsident Hoover benannten „Hoovervilles“. Zu der Wirtschaftsmisere gesellte sich eine Dürreperiode im Great-Plains-Gebiet, die zur Abwanderung großer Bevölkerungsteile führte (vgl. Dust Bowl).
Zur Überwindung des desolaten Zustands der Wirtschaft und zur Linderung der hohen Arbeitslosigkeit wurde unter Präsident Franklin Delano Roosevelt von 1933 bis 1938 eine Serie von Wirtschafts- und Sozialreformen umgesetzt, die später als New Deal bezeichnet wurden. Einige dieser Maßnahmen dienten nur dazu, kurzfristig die Not der Arbeitslosen und Armen zu lindern, andere Maßnahmen wie beispielsweise die Änderung der Geldpolitik und Maßnahmen gegen die Deflation sollten die Wirtschaft wieder in Schwung bringen. Zu den bis heute bestehenden Reformmaßnahmen gehörte u. a. die Regulierung des Bankensystems, die Schaffung des Einlagensicherungsfonds Federal Deposit Insurance Corporation, die Kontrolle von Wertpapiergeschäften durch die 1934 geschaffene Securities and Exchange Commission und die Einführung von Sozialversicherungen. Die Wirtschaft erholte sich seit 1933 von dem Absturz. Die Arbeitslosigkeit sank jedoch nur langsam, Vollbeschäftigung trat erst mit Kriegseintritt in den Zweiten Weltkrieg ein.

## Zweiter Weltkrieg (1941–1945)
Im Zweiten Weltkrieg versuchten sich die USA lange in einer Politik des Stillhaltens, begannen aber nach dem Krieg Hitlers 1940 im Westen mit Aufrüstung. Am 16. September 1940 wurde erstmals in Friedenszeiten die Wehrpflicht eingeführt. Die anfängliche Zurückhaltung war vor allem einer starken isolationistischen Haltung in der amerikanischen Bevölkerung geschuldet, die von der oppositionellen Republikanischen Partei aufgenommen wurde. Es herrschte in der amerikanischen Öffentlichkeit die Ansicht vor, dass schon einmal, nämlich im Ersten Weltkrieg, Amerikaner hätten sterben müssen, um einen europäischen Krieg zu führen. Zwar unterstützte die US-Regierung die britischen Verteidigungsanstrengungen materiell (Leih- und Pachtgesetz/lend-lease bill), vertrat aber die Haltung, nicht selbst in den Krieg hineingezogen werden zu wollen. Durch den japanischen Angriff auf Pearl Harbor, der ohne Kriegserklärung erfolgte (7. Dezember 1941), waren diese Überlegungen bedeutungslos geworden. Nachdem sich Japan durch den Angriff de facto mit den USA im Kriegszustand befand, erklärten die USA am 8. Dezember 1941 Japan den Krieg. Daraufhin wiederum erklärten Deutschland und Italien am 11. Dezember den USA den Krieg.

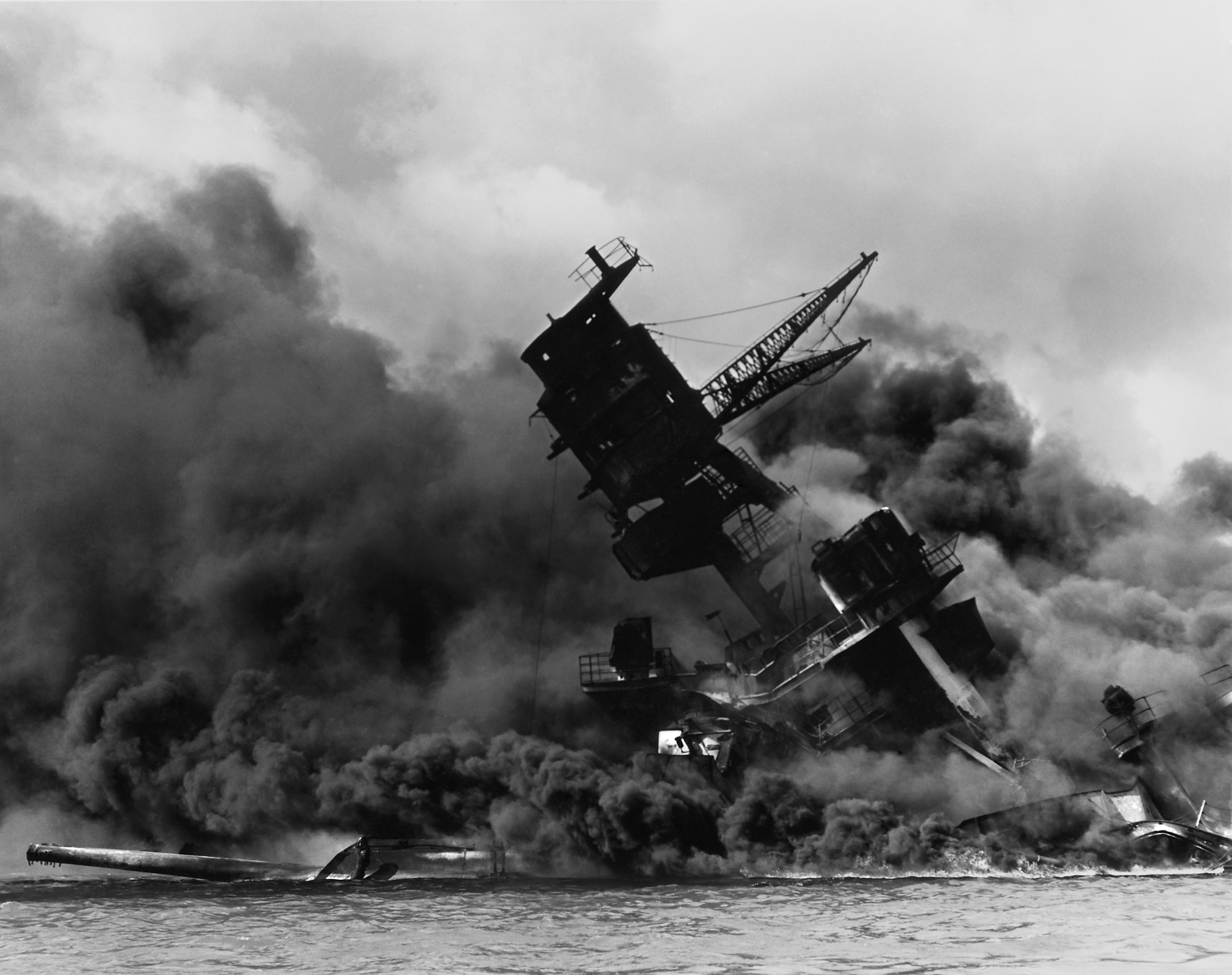
Japanischer Überraschungsangriff auf die US-Pazifikflotte in Pearl Harbor am 7. Dezember 1941

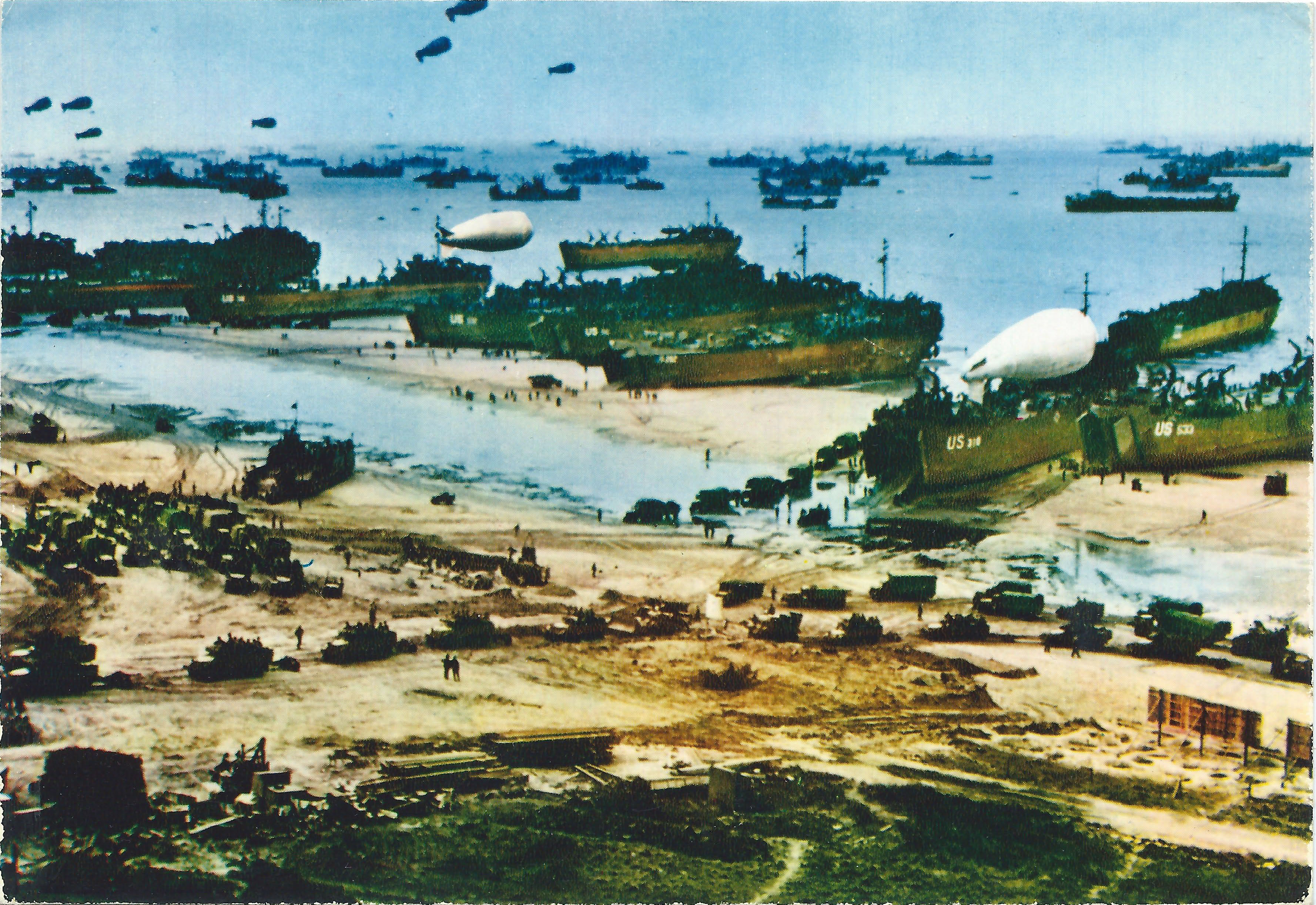
Operation Overlord, die Invasion der Alliierten in der Normandie am 6. Juni 1944

Durch eine Konzentration aller Ressourcen und durch eine Reihe staatlicher Vorgaben für die Industrie konnte die Zerstörung der amerikanischen Flotte, die allerdings nicht die strategisch wichtigen Flugzeugträger umfasste, ausgeglichen werden.
Die USA formulierten im Zweiten Weltkrieg die „Germany first-Strategie“. 60 % des amerikanischen Militärpotenzials wurden danach für den Krieg in Europa bestimmt. Churchill war jedoch gegen eine Frontenbildung in Frankreich; er präferierte den Eroberungsweg über Italien, begonnen im Sommer 1943 und über den Balkan gegen Deutschland. Die USA setzten dagegen auf die von Stalin geforderte Zweite Front. Sie wurde auf der Konferenz von Casablanca im Januar 1943 beschlossen. Am 6. Juni 1944, dem D-Day, landeten die Alliierten in der bis dahin weltweit größten Landeoperation mit 200.000 Mann, der Unterstützung von 2.700 Schiffen und massiver Luftüberlegenheit in der Normandie (Operation Overlord). Deutsche Grenzgebiete wurden im Westen im Dezember 1944 erreicht, der Rhein am 7. März 1945 bei Remagen überschritten und der Westteil des Reichs von bis dahin mehr als einer Million Amerikanern zusammen mit Briten, Kanadiern und Franzosen besetzt. Nach der bedingungslosen Kapitulation des Deutschen Reichs am 8. Mai 1945 zogen sich die westalliierten Streitkräfte auf die Demarkationslinie zurück, die im Rahmen der European Advisory Commission in London festgelegt worden war.
Die Wende im Pazifikkrieg zwischen den USA und Japan bildete die Seeschlacht bei den Midway-Inseln im Juni 1942, bei der die USA vier japanische Flugzeugträger vernichteten, womit die Offensivkraft der Japaner gebrochen wurde. Nachdem die japanischen Streitkräfte über drei Jahre lang einen Seekampf gegen die Amerikaner Schritt für Schritt verloren hatten, war die politische Führung noch immer nicht bereit, den Krieg mit den USA zu beenden. Erst nach dem Abwurf der ersten Atombombe auf Hiroshima am 6. August 1945 und einer zweiten Atombombe auf Nagasaki am 9. August 1945 mit insgesamt zwischen 110.000 und 150.000 Zivil-Toten war Japan, das auch durch den verstärkten Einsatz seines sowjetischen Nachbarn, nachdem dieser mit seinem amerikanischen Bündnispartner den Krieg in Europa beendet hatte, bedroht war, zur Kapitulation bereit. Der Abwurf der beiden Atombomben auf Japan fiel in die Amtszeit Harry S. Trumans, der Roosevelt nach dessen Tod im Amt des Präsidenten gefolgt war und bei der Wahl von 1948 als Staatsoberhaupt offiziell (und für viele zeitgenössische Beobachter überraschend) zum Präsidenten gewählt wurde.
Als Bilanz des Zweiten Weltkrieges hatten die USA hohe Opfer erbracht. Ihre Gesamtverluste lagen bei 300.000 Gefallenen und 670.000 Verwundeten, mehr als jemals in einem anderen Krieg zuvor und knapp die Hälfte mehr als im Sezessionskrieg. Anteilig an der Gesamtbevölkerung hielten sich die Verluste jedoch unter 0,5 % und damit viel geringer als die anderer Hauptkriegsteilnehmer. Das Land ging als einziges wirtschaftlich gestärkt aus dem Krieg hervor und verfügte am Ende des Krieges allein über eine nukleare Massenvernichtungswaffe. Die USA waren zu einer Supermacht mit weltweiter Präsenz aufgestiegen. Die amerikanische Wirtschaft hatte 1945 50 % Anteil am Welt-Bruttosozialprodukt, stellte 60 % aller Industrieprodukte her und bestritt knapp die Hälfte des Welthandels.
Das bereits 1944 gegründete Bretton-Woods-System etablierte den Dollar als internationale Leit- und Reservewährung mit Goldstandard. Es entsprach den amerikanischen Ideen von freiem Welthandel und offenen Märkten.

## Beginn des Kalten Krieges (1945–1964)

### Entstehen
Als der Zweite Weltkrieg in Europa am 8. Mai 1945 offiziell endete, wurden der Südosten Deutschlands und der Nordwesten Österreichs Amerikanische Besatzungszone. Durch die Teilung Deutschlands entstand der Eiserne Vorhang, der Europa in die Interessenbereiche der USA und der Sowjetunion teilte. Nach dem Kriegsende in Asien im Herbst 1945 wurden Japan und der Süden Koreas amerikanisch besetzt, während der dünner besiedelte Norden Koreas sowjetisch besetzt wurde. Nachdem die Kommunisten im Chinesischen Bürgerkrieg 1949 Festland-China eroberten, waren etwa ein Drittel der Erde kommunistisch regiert, während die anderen zwei Drittel von den USA, deren Verbündeten und Kolonien eingenommen wurden.
Es gab grundsätzliche Unterschiede zwischen den Vereinigten Staaten mit ihrem marktwirtschaftlich-demokratischen System und dem kommunistischen Einparteiensystem der Sowjetunion.
Die Vereinigten Staaten konnten nach 1945 unter Präsident Harry S. Truman ihre Ziele in der westlichen Welt durchsetzen. Diese entstammen großteils der Atlantik-Charta von 1941. Des Weiteren wurden die Weltbank und der IWF mit Sitz in Washington gegründet. Die Sowjetunion beteiligte sich nicht daran.
Die Sowjetunion setzte in Osteuropa kommunistische Einparteiensysteme durch und erfüllte damit nicht ihr Versprechen der Konferenz von Jalta, in diesen Staaten freie Wahlen abzuhalten.

### Containment-Politik
Ab 1946 verfolgten die Vereinigten Staaten die auf einem Artikel mit dem Titel „X“ von George F. Kennan in der Zeitschrift Foreign Affairs basierende Containment-Politik zur entschlossenen Eindämmung (firm containment) des Kommunismus und des sowjetischen Einflusses in der Welt. Um die Position als mächtigstes Land der Welt zu sichern, wurden die Rüstungsausgaben auf einem hohen Niveau gehalten. Dazu gehörte auch der Marshallplan zum Wiederaufbau Westeuropas und das Inkrafttreten des Nordatlantikpakts (NATO) am 24. April 1949. Die Vereinigten Staaten unterstützten die Royalisten im Griechischen Bürgerkrieg, Südkorea im Krieg gegen den kommunistischen Norden (Korea-Krieg) und Frankreich im Indochinakrieg, in den später der Vietnamkrieg aufging. Mit der Türkei und dem Iran wurden zwei westlich orientierte, islamische Staaten vor Gebietsansprüchen der Sowjetunion beschützt. Truman warnte davor, dass Griechenland und die Türkei ohne Hilfe in kommunistische Hände fallen würden, was einen Dominoeffekt in aller Welt auslösen könnte. 1946 wurde die School of the Americas zur Ausbildung lateinamerikanischer Militärs gegründet. 1947 wurde die CIA gegründet.
Mit seiner Stuttgarter Rede vom 6. September 1946 läutete der amerikanische Außenminister James F. Byrnes eine Wende in der amerikanischen Deutschlandpolitik ein: Die Vereinigten Staaten wendeten sich vom Morgenthau-Plan ab und befürworteten eine Politik des Wiederaufbaus in mehreren kriegsgeschädigten Staaten. Mit dem Marshallplan investierte Amerika ca. 14 Milliarden Dollar als Zuschüsse und Kredite in insgesamt 16 Länder, darunter Staaten in Westeuropa, Japan, Südkorea und die Republik China (Taiwan). Mit einem Anteil von 1,6 Milliarden Dollar standen die deutschen Westzonen bzw. die Bundesrepublik Deutschland nach Großbritannien, Frankreich und Italien an vierter Stelle auf der Empfängerliste. Die Deutschen erhielten aber nochmals eine ebensolche Summe aus dem GARIOA-Programm. Die Sowjetunion lehnte eine Integration der Berliner Westsektoren in die Bundesrepublik ab, was zur Berlin-Blockade 1948/49 führte. Die US-Armee versorgte die Berliner Bevölkerung fast ein Jahr lang über die sogenannte Berliner Luftbrücke. 1949 wurde die NATO gegründet; zum ersten Mal in ihrer 170-jährigen Geschichte befanden sich die USA in einem Verteidigungsbündnis mit anderen Ländern. Daraufhin folgten 1949 die ersten sowjetischen Atomtests und die Unterzeichnung eines Bündnisses mit der Volksrepublik China und die Gründung des Warschauer Paktes im Jahr 1955.
Es gilt als bedeutendste außenpolitische Leistung der USA nach 1945, dass sie aktiv beim Wiederaufbau Westeuropas und der Reintegration der beiden vormaligen Hauptkriegsgegner Deutschland und Japan in die Völkergemeinschaft mitwirkten.
Anfang der 1950er-Jahre hatten die USA Pläne zur Bildung einer westdeutschen Armee (Bundeswehr) und zu einem Friedensvertrag mit Japan, der die Stationierung von US-Truppen in Ost-Asien enthalten sollte.
Die Vereinigten Staaten unterstützten Frankreich im ersten Indochinakrieg die Kolonien von Französisch-Indochina gegen die kommunistische Unabhängigkeitsbewegung Việt Minh zu verteidigen.

### Koreakrieg
Im Koreakrieg konnten die USA die Ausbreitung des Kommunismus auf die gesamte Koreanische Halbinsel verhindern. Stalin hatte im Juni 1950 einen Plan zur Invasion Südkoreas vom kommunistischen Norden aus. Präsident Truman stationierte daraufhin US-Streitkräfte im Süden des Landes. Dies geschah nicht durch Zustimmung des Kongresses, sondern der Vereinten Nationen, um die Koreaner wieder zu vereinen.
Nach anfänglichen Niederlagen des Westens wendete sich der Krieg in der Schlacht bei Incheon (Operation Chromite) durch General Douglas MacArthur um. Danach konnten die Amerikaner fast die gesamte Koreanische Halbinsel erobern, wurden aber bald schon wieder zurückgedrängt. Der Krieg führte zu einer Pattsituation mit 33.000 toten und 100.000 verwundeten US-Soldaten. Präsident Truman entließ MacArthur, der nicht in der Lage war, den Krieg zu beenden. 1953 beendete Präsident Eisenhower den Krieg mit einem Waffenstillstand, einen Friedensvertrag gibt es bis heute nicht.

### Regierung Eisenhower (1953–1961)

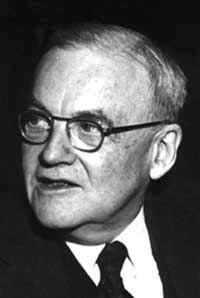
John Foster Dulles

Bei der Wahl 1952 wurde zum ersten Mal seit 20 Jahren wieder ein Republikaner ins Präsidentenamt gewählt, nämlich der General Dwight D. Eisenhower, der auch als Kandidat für die Demokraten gehandelt wurde. Sein Außenminister war bis 1959 John Foster Dulles. Dulles beendete die Containment-Politik von Truman und begann mit der Rollback-Politik, die auch das Ziel hatte, den Einfluss der Sowjetunion zu verringern. Ein Teil dieser Politik war die Massive Vergeltung und die Brinkmanship. Die USA wollten den Frieden sichern, indem sie die Sowjetunion abschreckten, den Westen anzugreifen.
Beide Weltmächte versuchten, ihre Einfluss-Sphären zu erweitern. Der neue sowjetische Staatschef Nikita Chruschtschow verbesserte die Beziehungen der Sowjetunion zu Indien und anderen Dritte-Welt-Ländern. 1957 entsandte die Sowjetunion den ersten Satelliten (Sputnik) in die Erdumlaufbahn, was zum sogenannten Sputnikschock führte, da man sich beim Wettlauf ins All (der gleichzeitig als Teil des von Chruschtschow ausgerufenen „friedlichen Wettstreits der Systeme“ verstanden wurde) im Hintertreffen wähnte.
Schwerwiegender war jedoch, dass die Sowjetunion somit als erstes Land über eine einsatzfähige Interkontinentalrakete verfügte, was die bis dahin geltende Nukleardoktrin der USA untergrub und dem Wettrüsten einen weiteren Schub verlieh. Der Kalte Krieg wurde auch durch Ereignisse wie die Berlin-Krise 1958 und die Stationierung von US-Mittelstreckenraketen in der Türkei im folgenden Jahr weiter angeheizt. Nach der Kubanischen Revolution 1959 unter Fidel Castro schloss die Sowjetunion ein Bündnis mit dem Staat in direkter Nachbarschaft zu den Vereinigten Staaten. Der Kalte Krieg erreichte seinen Höhepunkt 1962 mit der Kubakrise durch die Stationierung von sowjetischen Waffen auf Kuba.

### Regierung Kennedy (1961–1963): Freiheitsideale, Bürgerrechtsbewegung, Kubakrise
John F. Kennedy war nur für 1036 Tage Präsident, allerdings fielen in diese kurze Zeit wichtige Ereignisse, sodass Kennedy heute als einer der bedeutendsten Präsidenten angesehen wird. Dazu gehören die Bürgerrechtsbewegung, die Eskalation im Vietnamkrieg, die Kubakrise und die Invasion in der Schweinebucht. Kennedy ernannte seinen Bruder Robert F. Kennedy zum Justizminister.

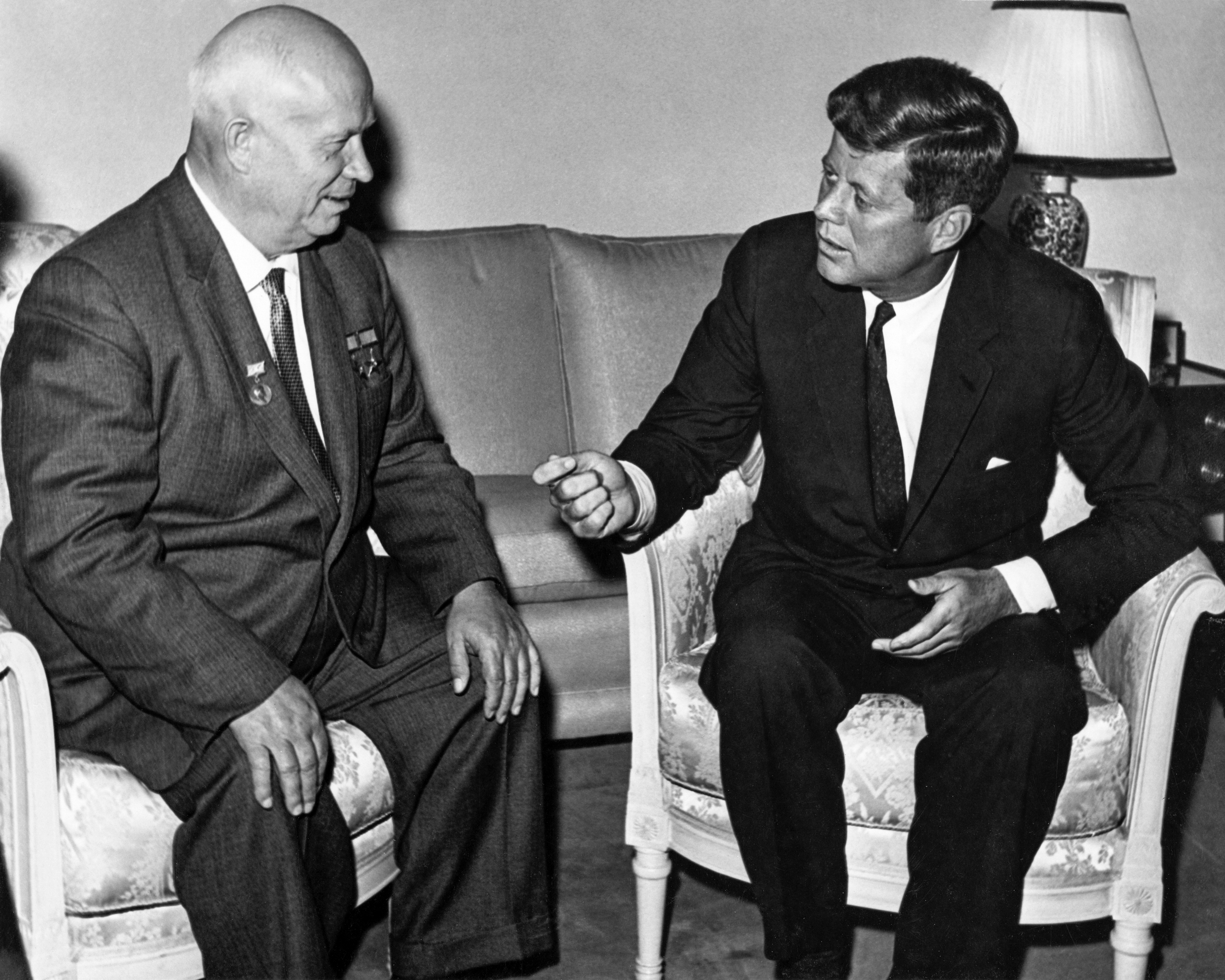
Präsident Kennedy mit dem sowjetischen Parteichef und Ministerpräsidenten Nikita Chruschtschow 1961 in Wien

Kennzeichnend für Ära Kennedy, als ein Höhepunkt des „liberalen Konsenses“ war sein Appellieren an den Idealismus und an die Opferbereitschaft der Bürger, vor allem der jüngeren Generation. Ein außerordentlich großes Bewusstsein nationaler Identität, moralischer Überlegenheit und Verantwortung der Vereinigten Staaten für das Wohl der ganzen Menschheit wurde geschaffen. Kennedy erkannte die drohende Gefahr einer globalen Vernichtung durch Atomwaffen, spornte aber gleichzeitig die Nation zur Verteidigung der Freiheit an. Dafür sei Amerika bereit, „jeden Preis zu zahlen, jede Last zu tragen, jede Entbehrung zu erdulden, jeden Freund zu unterstützen und jedem Gegner zu widerstehen“. In der Rassenfrage verhielt sich der Präsident vorsichtig. Er wusste, dass sich die Zeit der Diskriminierung der Afro-Amerikaner dem Ende zuneigte, weil sie Kennedys Ideal der Freiheit und Gleichheit widersprach. Kennedy erklärte, die Nation werde „nicht wirklich frei sein, bis alle Bürger frei sind“. Dennoch dauerte es, begleitet von Unruhen, bis zum Sommer 1963, bis die Regierung einen Entwurf zu einem neuen Gesetz mit einem Verbot der Rassendiskriminierung in öffentlichen Einrichtungen auf den Weg brachte. Kennedy erlebte die Annahme dieses neuen Civil Rights Act durch den Kongress nicht mehr.
Unter Kennedy wurde als Reaktion auf die Fortschritte der Sowjetunion, die 1961 den ersten Menschen in den Weltraum befördert hatten, im selben Jahr das Apollo-Raumfahrtprogramm angekündigt. Es hatte das Ziel eines ersten bemannten Mondflugs, der 1969 stattfand.
Am 22. November 1963 wurde Kennedy in Dallas von Lee Harvey Oswald ermordet (siehe Attentat auf John F. Kennedy). Vier Tage nach seinem Tod berief sein Nachfolger die Warren-Kommission zur Untersuchung des Verbrechens ein.

### Regierung Johnson (1963–1968): Bürgerrechte, Vietnamkrieg, Fortsetzung der Entspannungspolitik
Unmittelbar nach Kennedys Tod übernahm Vizepräsident Lyndon B. Johnson das Amt des Präsidenten.
In der Amtszeit Johnsons, der 1964 erdrutschartig wiedergewählt wurde, und der bis Anfang 1969 im Amt blieb, fielen wichtige innenpolitische Ereignisse, insbesondere der Civil Rights Act of 1964 und der Voting Rights Act, womit die landesweite Rassentrennung abgeschafft, sowie Wahl- und Bürgerrechte für Afroamerikaner und andere Minderheiten gestärkt wurden. Der Civil Rights Act war der größte Fortschritt in den Rassen- und Geschlechterbeziehungen seit der Sklavenbefreiung 1865. Außerdem initiierte die Regierung mit der Great Society dutzende Sozialprogramme, in deren Folge die Armutszahlen auf fast die Hälfte sanken und Reformen in den Bereichen Bildung und Gesundheit umgesetzt wurden.

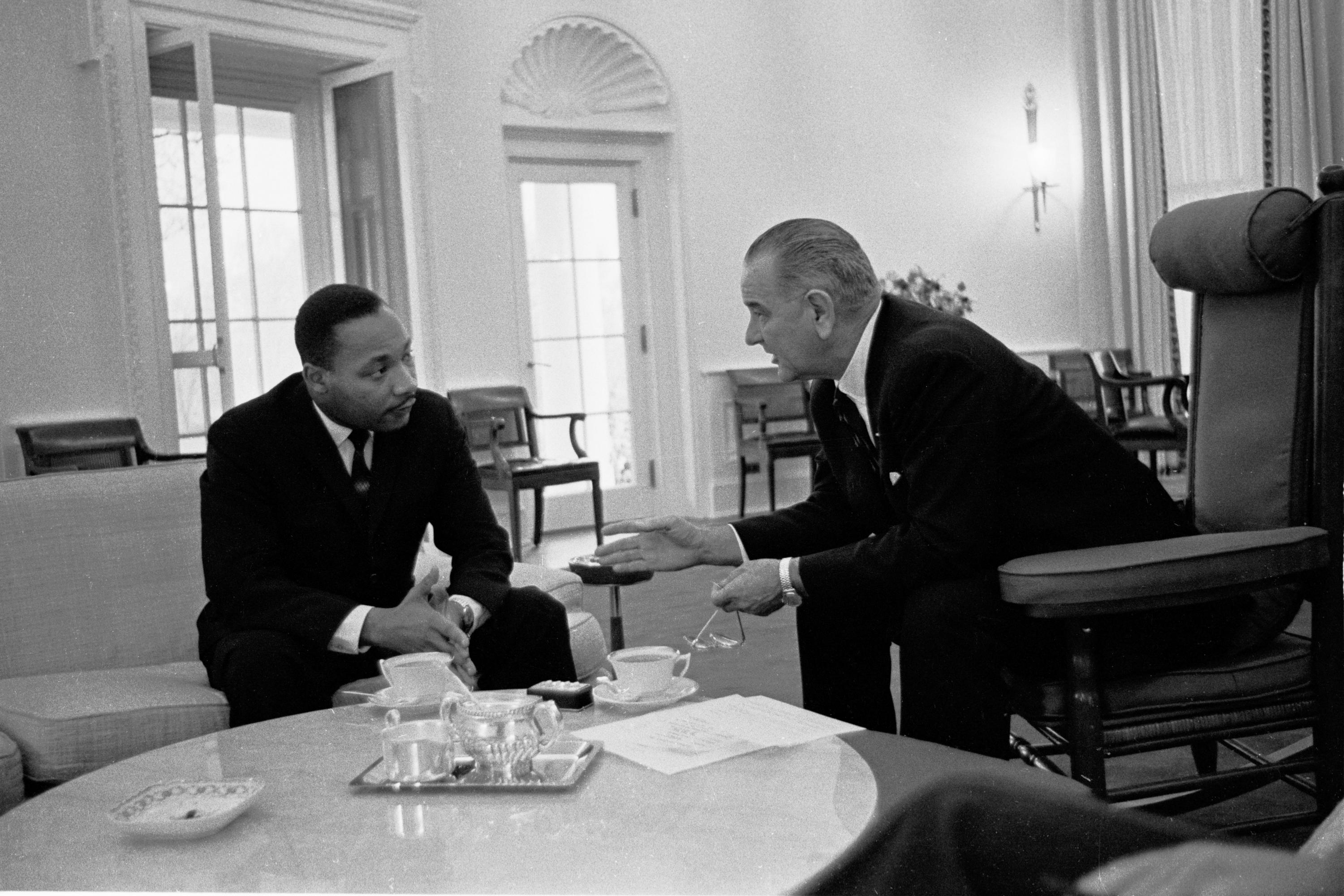
Präsident Johnson bespricht sich im Weißen Haus mit dem führenden Bürgerrechtler Martin Luther King.

In Johnsons Präsidentschaft fällt der zunehmende Einfluss der Bürgerrechtsbewegung. Sie markierte einen „tief greifenden Bewusstseinswandel in der amerikanischen Bevölkerung“, „der die Fortschritte in der Rassenfrage irreversibel machte“. 1967 wurde das Verbot der Eheschließung zwischen Bürgern unterschiedlicher Rassen durch den Supreme Court aufgehoben. Die Bürgerrechtsbewegung wurde verkörpert durch ihren charismatischen Führer Martin Luther King. Er verfolgte das Prinzip des gewaltlosen Widerstands. Das Geschehen verlagerte sich in die Städte des Südens, wo die schwarze Bevölkerung ihre Proteste auf die Straßen brachte. Die formale Organisation war die Southern Christian Leadership Conference (SCLC). In seiner Rede vom 28. August 1963 in Washington entwarf Martin Luther King mit dem berühmt gewordenen Satz „I have a dream“ das Bild von einer harmonischen, amerikanischen Gesellschaft aller Rassen. King gewann dadurch weiter an Popularität. In der Folge wurde ihm 1964 der Friedensnobelpreis verliehen. Er wurde 1968 in Memphis von einem Weißen ermordet. Die Folge waren Rassenunruhen in 29 Staaten und in 125 amerikanischen Städten, die mit dem Einsatz der Nationalgarde und des Militärs bekämpft wurden.
Unter Johnson wurde die Einwanderung im Immigration Act of 1965 neu, offener und multi-ethnischer als im Immigration Act of 1924 geregelt. Für die westliche und östliche Hemisphäre wurden nun jährliche Obergrenzen für Einwanderer festgelegt. Sie betrugen zunächst 120.000 Immigranten für den Westen und 170.000 für den Osten. Kein einzelnes Land durfte mehr als 20.000 Einwanderer pro Jahr schicken. Später wurden diese Quoten erhöht. Langfristig führte dies zu einem erheblich steigenden Anteil an Bürgern mit ostasiatischen und lateinamerikanischen Wurzeln.

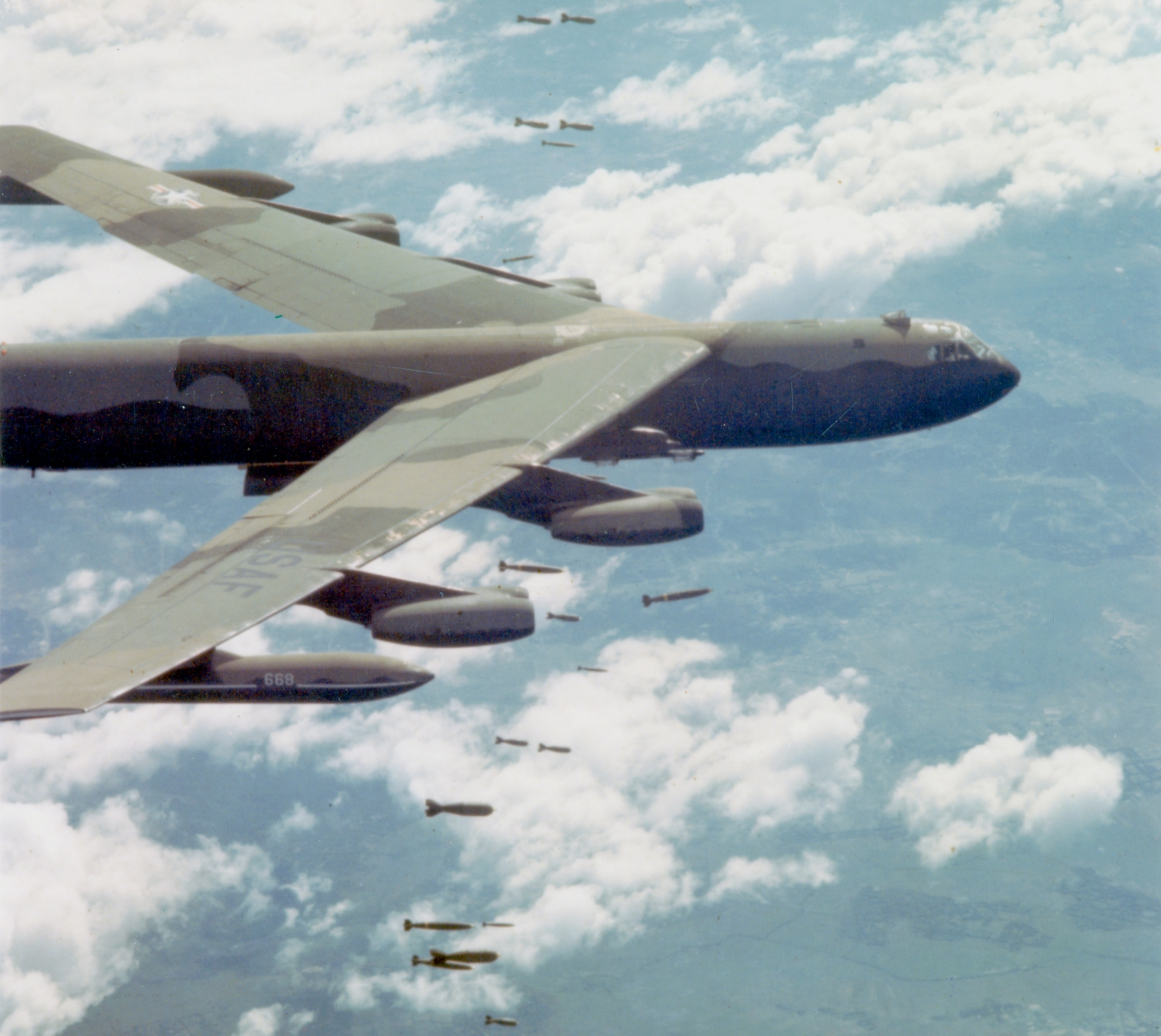
Während des Vietnamkrieges wurden durch die US Air Force mehr Bomben abgeworfen als im Zweiten Weltkrieg auf allen Kriegsschauplätzen zusammen.

Außenpolitisch stand in Johnsons Regierungszeit der Vietnamkrieg im Vordergrund. Johnsons Absicht, den militärischen Einfluss der USA in Südostasien auszuweiten, ohne die Verwirklichung der Bürgerrechtsreformen innenpolitisch aufs Spiel zu setzen, scheiterte. Das Schicksal seiner Administration wurde durch den Vietnamkrieg entschieden. Einerseits lehnten die USA ab, dass die Genfer Indochinakonferenz wieder aufgenommen wurde, die die Neutralität Südvietnams zum Gegenstand hatte. Andererseits blockierte die US-Regierung, dass das Thema Vietnam von der UNO behandelt wurde. Mit der Tonkin-Resolution wurde der Präsident und damit die Exekutive am 7. August 1964 von beiden Häusern ermächtigt, „alle notwendigen Maßnahmen zur Abwehr bewaffneter Angriffe gegen US-Truppen zu ergreifen und zukünftige Aggressionen zu unterbinden“. Das bedeutete praktisch freie Hand für die präsidiale Kriegspolitik. In der Folge stieg die Zahl der amerikanischen Soldaten innerhalb von drei Jahren in Südvietnam von 23.000 auf über 500.000 an. Trotz des aufwändigen militärischen Engagements konnte der Vietkong nicht zurückgedrängt werden. Dieser zeigte enorme Opferbereitschaft, während die US-Regierung es gleichzeitig versäumte, eine übergreifende Strategie zu entwickeln und klare Kriegsziele zu formulieren. Es gelang der Regierung nicht, das spektakuläre Kriegsgeschehen in Südvietnam der Bevölkerung zu verheimlichen. Diese wurde über die Medien mit schockierenden Bildern konfrontiert. Der kritische Höhepunkt entstand Ende Januar 1968 mit der Tet-Offensive des Vietkong, bei der dieser Zutritt auf das Gelände der US-Botschaft in Saigon erreichte. Die bisherige US-Kriegsführung hatte versagt. Die öffentliche Meinung verlangte ein Ende des militärischen Einsatzes. Angehörige der politischen Elite versagten Johnson mehr und mehr ihre Gefolgschaft. Dean Acheson publizierte die Ansicht, die nationale Sicherheit der USA sei durch die innere Zerrissenheit stärker gefährdet als durch den möglichen kommunistischen Sieg in Südvietnam. Ende März 1968 gab Johnson daraufhin den Verzicht auf seine Wiederwahl bekannt.
Johnson bemühte sich darum, die von John F. Kennedy begonnene Entspannungspolitik mit der Sowjetunion fortzusetzen; z. B. fand die Glassboro Summit Conference (Juni 1967, auch über Abrüstung) höchstes Aufsehen. Am 1. Juli 1968 unterzeichneten drei der damaligen fünf Atommächte (USA, Sowjetunion und Großbritannien) den Atomwaffensperrvertrag.

## Entwicklung der Wohlstandsgesellschaft 1945–1965
Die USA traten nach dem Krieg in eine anhaltende wirtschaftliche Prosperität ein, die als „Glanzzeit des modernen amerikanischen Kapitalismus“ bezeichnet wurde. Die wirtschaftliche Dynamik kam breiten Bevölkerungsschichten zugute. Konjunkturschwankungen konnten minimiert werden. Das Sozialprodukt erfuhr mehr als eine Verdoppelung von 213 Milliarden Dollar 1945 auf über 500 Milliarden Dollar 1960. 1970 betrug es real eine Billion Dollar, jeweils gemessen am Dollarkurs von 1958. Das reale Wirtschaftswachstum lag anhaltend bei 4 %. Immer mehr Frauen fanden Arbeitsplätze und trugen damit zum Konsumanstieg bei. 1970 hatten 43 % der Frauen einen Job, 1950 waren es noch weniger als 30 %. Der Anteil junger Menschen mit einem College-Abschluss verdreifachte sich von 15 % (1940) auf 45 % (1960). Ein Umbruch zeigte sich in der Landwirtschaft, wo der Anteil der Amerikaner, die auf dem Land lebten, zwischen 1945 und 1970 von 17,5 % auf 4,5 % zurückging, das heißt, 25 Millionen Menschen migrierten in Städte. Die industrielle Landwirtschaft löste Familienfarmen ab. Die durchschnittliche Lebenserwartung stieg durch Fortschritte in der Medizin. Sie betrug 1940 64,2 Jahre und 1960 bereits 70,6 Jahre für die weiße Bevölkerung.
In Kontrast zum wachsenden Wohlstand standen die Zustände im ländlichen Süden sowie in den Slums und Ghettos der großen Städte. Vor allem Afroamerikaner und Einwanderer aus Lateinamerika und der Karibik trugen zu den 45 Millionen Menschen bei, die 1960 unter der amtlich definierten Armutsgrenze von 3000 Dollar Jahreseinkommen pro Familie lebten. Von der Politik wurden die soziale Ungleichheit, die Armut und die Verwahrlosung vieler US-Bürger lange ignoriert.

## Post-Vietnam-Ära: Geschwächte geopolitische Stellung

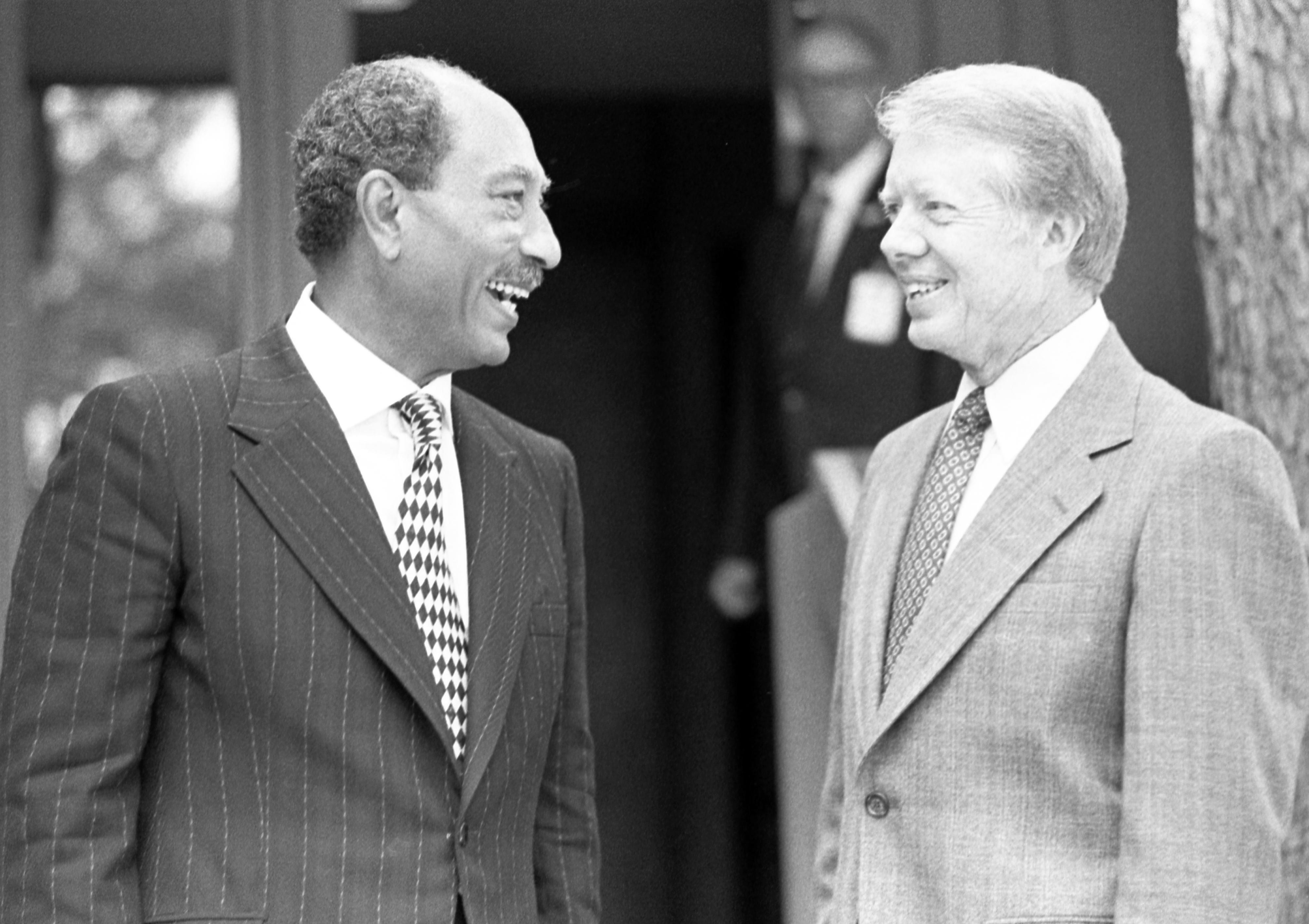
Jimmy Carter und der ägyptische Präsident Anwar el Sadat 1978 während der Verhandlungen in Camp David zur Vorbereitung des Israelisch-ägyptischen Friedensvertrages

Nach dem Ende des Vietnamkrieges und des Zusammenbruchs des Systems von Bretton Woods war die unangefochtene Stellung der Vereinigten Staaten beendet und es stellte sich die Frage, ob diese außenpolitisch überhaupt noch handlungsfähig waren. Richard Nixon, Präsident von 1969 bis 1974, trat im August 1974 zurück, als ihm wegen der Watergate-Affäre die Amtsenthebung drohte. Präsident Ford war Mitunterzeichner der Schlussakte von Helsinki im Rahmen der neugegründeten Konferenz für Sicherheit und Zusammenarbeit in Europa (KSZE). Sie sollte die territoriale Sicherheit des geteilten europäischen Kontinents garantieren. 1978 kam es unter Präsident Jimmy Carter und Außenminister Henry Kissinger zum Camp-David-Abkommen, das den Frieden zwischen Israel und Ägypten begründete.

## Regierung Reagan (1981–1989): Rezession, Wirtschaftsliberalismus, neuer Patriotismus
Seit dem Ende der 1960er Jahre konnte ein Abnehmen der gesamtwirtschaftlichen Dynamik in den USA gegenüber erstarkenden Kräften in Europa und Asien beobachtet werden. Das Wachstum des Bruttoinlandsprodukts ging von 4 % nach dem Zweiten Weltkrieg auf 2,9 % in den 1970er Jahren zurück. Der Anteil der USA am Welt-Bruttosozialprodukt ging von 50 % im Jahr 1945 auf 30 % zurück und beim Bruttosozialprodukt je Einwohner lagen sie 1990 nur noch auf Platz 9 weltweit. Gleichzeitig konnten die USA zwischen 1970 und 1990 aber 43 Millionen neue Jobs schaffen, wenn auch viele schlecht bezahlte und ungenügend abgesicherte. 1990 verzeichnete man 33,6 Millionen Bewohner der Vereinigten Staaten, das sind 13,5 %, als arm.
Die 1970er Jahre erlebten die Enttäuschung keynesianischer Nachfragepolitik. Im Gegenzug orientierte man sich an der auf dem US-Ökonom Milton Friedman basierten alternativen Angebotspolitik, der Entfesselung der Marktkräfte durch Beseitigung unnötiger staatlicher Eingriffe, der Privatisierung öffentlicher Aufgaben und am Rückbau des Staatsapparats (→ schlanker Staat). Diese Neuorientierung unter Präsident Reagan wurde als Reagonomics bezeichnet. Damit und mit einer massiven Aufrüstung und Rüstungswettlauf stieg die Staatsverschuldung der USA drastisch – von 914 Milliarden Dollar im Jahr 1980 auf 2,6 Billionen Dollar im Jahr 1988. Die USA wurden damit in wenigen Jahren zur größten Schuldnernation der Erde.
Außenpolitisch propagierte Reagan zunächst die Ausrichtung auf Größe und Überlegenheit der USA mit Drohungen an Moskau. Dies war verbunden mit der Strategic Defense Initiative (SDI), einem raketengestützten Weltraumabwehrsystem. Die Spannungen zwischen USA und Sowjetunion erlebten eine neue, bedrohliche Hochphase.
Am 11. März 1985 wurde Gorbatschow Generalsekretär des ZK der KPdSU und damit mächtigster Mann in der Sowjetunion. Er bot im Oktober 1985 vor der französischen Nationalversammlung in Paris einen Abbau von sowjetischen SS-20-Atomraketen an, deren Aufstellung den NATO-Doppelbeschluss ausgelöst hatte. Dies bot er kurz darauf auch US-Präsident Reagan bei einem Treffen in Genf an. Gorbatschow trieb ab Februar 1986 Glasnost (‚Offenheit‘) und Perestroika (‚Umstrukturierung‘) voran.
Reagan und Gorbatschow unterzeichneten am 8. Dezember 1987 den INF-Vertrag (Doppelte Nullösung: vollständiger Abbau atomarer Mittel- und Kurzstreckenraketen). Bis 1989 wurden im Rahmen der KSZE auch Voraussetzungen für einen Abbau von strategischen Nuklearwaffen als auch von konventionellen Waffen geschaffen. Die Regierung der Sowjetunion ging nicht wie 1953 (Volksaufstand in der DDR), 1956 (Ungarischer Volksaufstand) und 1968 (Prager Frühling) gewaltsam gegen Unabhängigkeitsbestrebung in Polen und in Ungarn vor.

## Wirtschaftlicher Aufschwung und globale Kriseninterventionen (1989–2008)
In den 1990er Jahren erlebten die USA unter dem demokratischen Präsidenten Bill Clinton (1993–2001) einen anhaltenden wirtschaftlichen Aufschwung („New Economy“). Die weitere Verwahrlosung der Städte wurde aufgehalten – so erwachten die New Yorker Stadtteile Bronx und Harlem zu neuem Leben. Einen wesentlichen Eingriff in die Sozialgesetzgebung gab es 1996, als durch den Personal Responsibility and Work Opportunity Act der Bezug von Sozialhilfe auf zwei Jahre in Folge und insgesamt fünf Jahre verkürzt wurde. So kam es zu einem beträchtlichen Rückgang der Anzahl der Sozialhilfeprogramme und steigendem Druck zur Arbeitsaufnahme.
Clinton zeichnete auch verantwortlich für die Außenpolitik zwischen dem Ende des Kalten Krieges und dem Regierungsantritt von George W. Bush, und zwar mit der Hilfe von Außenminister Warren Christopher (erste Amtszeit) und Madeleine Albright (zweite Amtszeit), der ersten Außenministerin in der Geschichte der USA. Beobachter haben von der Außenpolitik Clintons behauptet, er habe wohl das Ziel „die Sozialarbeit der Welt“ zu übernehmen, da viele der Aktivitäten sich auf Werteänderungen in eher ärmeren, strategisch nebensächlichen Ländern konzentrierten, darunter auch in Haiti, in Bosnien-Herzegowina und in Somalia.
Das Engagement in Somalia, unter George Bush sen. begonnen (UN-Mission UNITAD), hatte die Entmachtung der Warlords als Ziel, besonders die von Mohammed Aidid. In der Schlacht von Mogadischu (3. und 4. Oktober 1993) starben 18 US-Soldaten; Fernsehbilder von zwei toten US-Soldaten, die durch die Straßen von Mogadischu geschleift wurden, gingen um die Welt. Im März 1995 wurde die UN-Mission UNOSOM II beendet.
Mit der Invasion Haitis (Operation Uphold Democracy) im September 1994 wurde der demokratisch gewählte Jean-Bertrand Aristide wieder an die Macht gebracht und der Militärdiktator Raoul Cédras abgesetzt. Die weiteren Probleme des Landes wurden nicht gelöst.
Die europäischen Staaten erwiesen sich als unfähig, nach dem Zerfall Jugoslawiens den Balkan zu befrieden und den 1992 begonnenen Bosnienkrieg zu beenden.
Nach dem systematisch geplanten und durchgeführten Massaker von Srebrenica und einem Mörser-Anschlag auf einen Marktplatz im seit April 1992 belagerten Sarajevo (beide Mitte 1995) war die Regierung Clinton Druck der öffentlichen Meinung ausgesetzt, die serbische Gewalt gegen Zivilisten und UN-Soldaten endlich zu beenden.
Acht NATO-Staaten flogen während der Operation Deliberate Force über 3.500 Luftangriffe gegen serbische Stellungen. Zugleich drängte die Regierung Clinton die drei Kriegsparteien diplomatisch zu Verhandlungen. Sie paraphierten das Abkommen von Dayton am 21. November 1995 und unterzeichneten es am 14. Dezember 1995 in Paris.
Der serbische Diktator Milošević wurde im Oktober 2000 durch einen Volksaufstand gestürzt.
Versuche, im Nahen Osten einen Frieden zwischen Israel und Palästina zu erreichen, erlitten mit dem tödlichen Attentat auf Jitzchak Rabin (4. November 1995) einen schweren Rückschlag. Clinton reagierte auf Provokationen des irakischen Diktators Saddam Hussein mit sporadischen Luftangriffen sowie „Vergeltungsschlägen“ gegen Einrichtungen im Sudan und Afghanistan nach Terroranschlägen auf die US-Botschaft in Nairobi und auf ein Kriegsschiff im Jemen, die man dem damals schon bekannten Al-Qaida-Netzwerk des Osama bin Laden zur Last legte.
Diese Einzelaktionen, die zumeist im Kontext von UN- oder NATO-Resolutionen stattfanden und die bei den westeuropäischen Verbündeten zu keinen oder nur geringen diplomatischen Differenzen führten, wurden vor der Öffentlichkeit nicht als Teil eines dauernden Kriegszustands gerechtfertigt, wie George W. Bushs es nach 9/11 tat (Krieg gegen den Terror).
Während Clintons Präsidentschaft kam es bei den oppositionellen Republikanern zu einem deutlichen Rechtsruck. Bei der Wahl zum US-Repräsentantenhaus am 8. November 1994, der ersten Halbzeitwahl in der Ära Clinton, erhielten sie eine absolute Mehrheit (230 von 435) der Sitze.
Nach dem Bekanntwerden der Lewinsky-Affäre, einer außerehelichen Affäre, im Januar 1998
belog Clinton die Öffentlichkeit; die Republikaner betrieben erfolglos ein Amtsenthebungsverfahren gegen ihn.
Die Präsidentschaftswahl 2000 war von Unregelmäßigkeiten bei der Stimmenauszählung überschattet; schließlich machte eine Entscheidung des US Supreme Court den Weg frei für den Sieg des republikanischen Kandidaten George W. Bush. Dieser war der erste US-Präsident seit 112 Jahren, der keine relative Mehrheit der abgegebenen Stimmen (Popular vote) erhalten hatte. Schon bald nach seinem Amtsantritt am 20. Januar 2001 zeigte sich Bushs Neigung zum Unilateralismus; er misstraute multinationalen und multilateralen Institutionen. Bush war kritisch gegenüber den Vereinten Nationen eingestellt, denen er die Unterstellung von Soldaten verweigerte. Außerdem glaubte Bush, durch verbindliche Verpflichtung zur Einhaltung von multinationalen Verträgen die außenpolitische Handlungsfähigkeit seines Landes aufs Spiel zu setzen (Beispiel: Kyoto-Protokoll).
Vorboten dieser neuen republikanischen Außenpolitik gab es schon Mitte der 1990er Jahre in Reden und Anträgen von Newt Gingrich und Jesse Helms. Weder bei „traditionelleren“ Republikanern wie Bob Dole, John McCain oder Richard Lugar noch bei den Demokraten fand diese Politik Zustimmung.

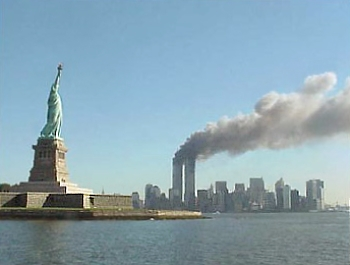
Bilder wie dieses prägen seit 2001 die Politik: das brennende New Yorker World Trade Center und die Freiheitsstatue am 11. September 2001

Nach den Terroranschlägen vom 11. September 2001 kam es zum Krieg in Afghanistan, nachdem das dortige Regime der Taliban sich dazu entschlossen hatte, den mutmaßlichen Urheber der Anschläge Osama bin Laden nicht an die USA auszuliefern, wie der UN-Sicherheitsrat es gefordert hatte. Der Krieg mit dem Sturz der Taliban war der erste in einer Reihe von Maßnahmen im „Krieg gegen den Terrorismus“, die seitdem einen Schwerpunkt der US-Außenpolitik waren.
In diesem „Kampf gegen den Terrorismus“ rückte Ende des Jahres 2002 zunehmend der Irak in den Mittelpunkt des Interesses der Regierung Bush. Wiederholt wurde das irakische Regime unter Saddam Hussein beschuldigt, Menschenrechte zu verletzen, den Terrorismus und insbesondere Al-Qaida zu unterstützen, zudem mit dem Besitz und dem Einsatz von Massenvernichtungswaffen gegen die Resolution 1441 des UN-Sicherheitsrates zu verstoßen.
Am 20. März 2003 begannen amerikanische und britische Truppen unter der Führung der USA den Dritten Golfkrieg, dies obwohl es dafür kein UN-Mandat gab und trotz weltweiter Proteste. Kritiker bezweifelten die völkerrechtliche Legitimation des Krieges. Nach nur drei Wochen war Bagdad besetzt und das Kriegsende wurde verkündet. Im Dezember 2003 konnte der flüchtige Saddam Hussein gefangen genommen werden. In der Folge waren die Besatzungsmächte damit beschäftigt, die Kontrolle über das Land zu gewinnen und zu halten und sahen sich mit einem Guerillakrieg Aufständischer konfrontiert. Die Unfähigkeit der amerikanischen und britischen Truppen, die sich inzwischen weitgehend zurückgezogen hatten, Sicherheit und Ordnung im Irak herzustellen, verstärkte die Zweifel an der strategischen Konsistenz der Politik der Bush-Regierung. Bushs Vizepräsident Dick Cheney übte als Vertreter einer Erdöllobby einen großen Einfluss auf Bushs Entscheidungen im Zusammenhang mit dem Irakkrieg aus. Der mit Cheney eng verbundene Halliburton-Konzern erhielt im Irak ohne Ausschreibung Aufträge für 7 Milliarden Dollar.
Auch innenpolitisch hatte dies Konsequenzen: Bei den Mid-Term Elections im Jahr 2006 musste die Republikanische Partei eine Niederlage hinnehmen, die hauptsächlich auf den Irakkrieg zurückzuführen war. Der Angriff auf den Irak wurde von Bush als Präventivkrieg zur „Abwehr einer drohenden Gefahr“ gerechtfertigt, doch konnten die Behauptungen, der Irak habe Massenvernichtungswaffen besessen und terroristische Aktivitäten im Ausland unterstützt, nicht belegt werden. Angebliche Beweise für den Bezug von waffenfähigem Plutonium aus dem Niger erwiesen sich gar als Fälschung. Beim Irakkrieg der USA und der Koalition der Willigen handelte es sich nach Ansicht vieler Kritiker daher um keinen Präventivkrieg im Sinne der Vereinten Nationen (s. dazu: Caroline-Kriterien), sondern vielmehr um einen völkerrechtswidrigen Angriffskrieg.
Die Vereinigten Staaten gerieten aufgrund von Vorwürfen, sie würden das Völkerrecht verletzen, vermehrt in heftige Kritik. So wurden der Regierung unter anderem Foltermethoden, wie das Waterboarding, das zum Beispiel im Gefangenenlager Guantanamo zum Einsatz kam, zu Lasten gelegt (siehe auch Folter in den USA). Außerdem warf man den USA zahlreiche Kriegsverbrechen vor; dabei sind vor allem der Folterskandal von Abu Ghuraib, oder die von der Whistleblower-Plattform WikiLeaks enthüllten Luftangriffe in Bagdad vom 12. Juli 2007 zu nennen.

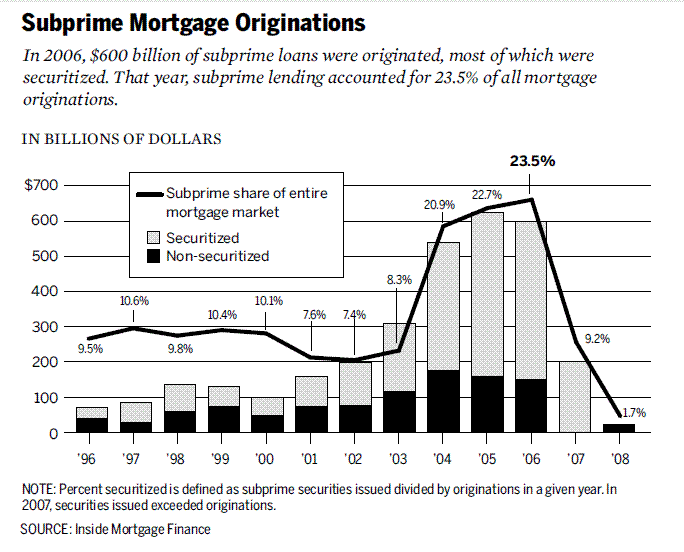
2004 bis 2006 wurden besonders viele Kredite an Schuldner mit geringer Bonität vergeben. Etwa 22 % aller Hypothekenkredite waren sogenannte „Subprime-Kredite“, von denen wiederum der größte Teil verbrieft war.

Leitzinsen der Europäischen (rot) und des amerikanischen Zentralbank (blau)

Seit Mitte 2007 wurde auch der Öffentlichkeit zunehmend bewusst, dass der Immobilienmarkt, auf dem der Kreditmarkt und damit die Finanzierung des privaten Konsums zu erheblichen Teilen basierte, zusammenbrach. Damit drohte aber nicht nur der Konsum zurückzugehen, sondern die Banken saßen auf „faulen Krediten“. Selbst Banken wie Bear Stearns waren nur durch staatliche Intervention zu retten. Gefährdet waren auch die Hauptträger der Baufinanzierungen Fannie Mae und Freddie Mac,. Trotz Zinssenkungen durch die Zentralbank war die Bereitschaft der Banken sich untereinander Geld zu leihen so niedrig wie seit Jahrzehnten nicht mehr. Die Finanzkrise löste den Zusammenbruch der US-Bank Lehman Brothers, eine Finanzkrise und eine Weltfinanzkrise aus, die auch auf Teile der Realwirtschaft übergriff. Die Arbeitslosigkeit stieg auf über 10 Prozent, die bis heute (2020) anhaltende Niedrigzinspolitik zerstörte das Geschäftsmodell zahlreicher kreditgebender Unternehmen und hat weltweit zu einem enormen Anstieg der Immobilienpreise geführt.

## Finanzkrise, Deindustrialisierung und Beginn des Rückzugs aus internationalen Krisenherden (seit 2008)
In dieser Phase erhöhter Unsicherheit fand am 4. November 2008 die Wahl des neuen Präsidenten statt. Der US-Senator Barack Obama (* 1961) aus Illinois kandidierte für die Demokraten, der Senator von Arizona John McCain (1936–2018) für die Republikaner. Obama gewann die Wahl (52,9 % zu 45,7 %) und wurde am 20. Januar 2009 als 44. Präsident der USA vereidigt. Obama ließ alle noch nicht in Kraft getretenen Verordnungen seines Vorgängers aussetzen. Zudem ließ er die laufenden Militärgerichtsverfahren gegen Insassen des Gefangenenlagers Guantanamo für 120 Tage aussetzen, was als Beginn der Auflösung des Lagers gewertet wurde. Zudem sagte er zu, binnen 18 Monaten die Truppen aus dem Irak abzuziehen. Insgesamt setzte er stärker auf Diplomatie als auf Konfrontation, hielt aber an einer Fortsetzung des Einsatzes in Afghanistan fest. 2009 erhielt Obama den Friedensnobelpreis. Am 19. Dezember 2009 beschloss seine Regierung den größten Verteidigungsetat der Geschichte (in Höhe von 636,3 Milliarden Dollar), was gegenüber Obamas Vorgänger George W. Bush noch einmal eine Anhebung bedeutete.
Obama verfügte eine Obergrenze für das Einkommen von Regierungsmitgliedern und eine Durchführungsverordnung, die es den Bundesstaaten erlaubte, strengere Abgasvorschriften einzuführen.
Wirtschaftspolitisch orientierte sich die Regierung Obama an Rezepten der Clinton-Ära.
Sie setzte auf erneuerbare Energien, um natürliche Ressourcen zu schonen, und auf Fracking, um außenpolitisch unabhängiger zu werden und um das Handelsbilanzdefizit zu reduzieren. Die Erholung von der durch die Finanzkrise verursachten Rezession erfolgte trotz verschiedener Programme zur Stützung der Autoindustrie sehr langsam. Es gelang nicht, die Deindustrialisierung großer Teile der Industrieregion zwischen den Großen Seen und der Ostküste (Rust Belt) zu stoppen. Der Verfall industrieller Ballungsräume wie Detroit ging weiter, die Investitionen im Inland gingen zurück und die Importe von Fertigprodukten aus der VR China stiegen stark an. Laut Internationalem Währungsfonds (IWF) nahm der Anteil der USA am weltweiten Bruttoinlandsprodukt (BIP) von 1980 bis 2012 von 26 auf 21,9 Prozent ab. 1980 entfielen 16,4 Prozent der weltweiten Güterexporte auf die USA, 2012 waren es nur noch 10,9 Prozent. Der Anteil an den weltweiten ausländischen Direktinvestitionen betrug 1980 39,2 Prozent und 2012 22 Prozent.
Schon seit Beginn der 1990er Jahre war das Leistungsbilanzdefizit gestiegen, im Wesentlichen basierend auf einem riesigen Handelsbilanzdefizit. 2008 betrug dieses Defizit 872 Milliarden US-Dollar (etwa 6 Prozent des US-Bruttoinlandsprodukts). Nach einer Abschwächung 2009 bis 2013 stieg es 2017 auf 863 Milliarden Dollar.
Steigende Importe und der Mangel an Investitionen trugen zu einem Verlust vor allem relativ gut bezahlter Industriearbeitsplätze bei. In Verbindung mit der Hypothekenkrise verarmten auch viele Menschen aus der weißen Mittelschicht. Es gibt eine Drogenkrise, mitverursacht durch massive Pharmawerbung und leichtfertige Verschreibung von Opioiden. Allein zwischen 2000 und 2015 starben etwa 500.000 US-Amerikaner an einer Opioid-Überdosis, vor allem in Neuengland, den Appalachen und im Rust Belt.
Das Thema der Sozialversicherung, insbesondere der Krankenversicherung, wurde 2010 mit Obamacare, einer groß angelegten Reform des Gesundheitssystems für breitere Bevölkerungsschichten, gesetzlich reformiert. Die Republikaner verweigerten Obama grundsätzlich die Zusammenarbeit.
Nachdem sie im November 2010 bei den Halbzeitwahlen eine Mehrheit im Repräsentantenhaus erobert hatten, blockierten sie weitgehend die Gesetzgebung; die Spaltung der US-Gesellschaft nahm zu.
Ende 2011 wurde der Truppenabzug aus dem Irak abgeschlossen und die Besetzung des Irak formal beendet. Ab 2014 befanden sich im Rahmen der Internationale Allianz gegen den Islamischen Staat wieder US-Soldaten im Irak.
Am 31. Dezember 2014 wurde der Kampfeinsatz der ISAF-Mission in Afghanistan unter NATO-Führung beendet; die US-Truppen wurden bis auf eine kleine Einheit, die in der Folgemission Resolute Support verblieb, abgezogen.
Nach 53 Jahren der diplomatischen Isolation zwischen den Vereinigten Staaten und Kuba kündigten die Staatschefs beider Länder im Dezember 2014 an, wieder diplomatische Beziehungen aufnehmen zu wollen. Bei der bilateralen Annäherung ging es unter anderem um Aufweichungen von Handelshemmnissen, Erleichterungen bei Reisebestimmungen, Freilassung von Gefangenen und die Eröffnungen von Botschaften. Ende Mai 2015 gab man bekannt, in wenigen Wochen eine Botschaft in Havanna zu eröffnen und Kuba von der Liste der terrorunterstützenden Staaten zu streichen.
Der Kandidat der Republikanischen Partei Donald Trump gewann überraschend die Präsidentschaftswahl am 8. November 2016 gegen die Kandidatin der Demokraten, Hillary Clinton. Wie bereits George W. Bush im Jahr 2000 erhielt auch Trump nur eine Minderheit der abgegebenen Wählerstimmen. Das Electoral College wählte Trump am 19. Dezember 2016, die Amtseinführung fand am 20. Januar 2017 statt. Die Republikaner hatten in den ersten zwei Jahren eine Mehrheit in beiden Kammern des US-Kongresses und nutzten dies, um Steuern für Unternehmen massiv zu senken. Der Versuch, Obamacare wieder abzuschaffen, scheiterte 2017 am Widerstand einiger republikanischer Senatoren. Außenpolitisch kam es unter Trump zu einer Entfremdung von traditionellen Verbündeten; die Beziehungen zu Deutschland, Kanada und Frankreich verschlechterten sich.
Trump wendete sich (wie im Wahlkampf mit America First und Make America Great Again angekündigt) vom Freihandel ab, verhängte Schutzzölle vor allem gegen chinesische Importe und stellte die Rolle der USA in der NATO in Frage.
Im Inneren nahmen die Polarisierung der Bevölkerung und die Härte der politischen Auseinandersetzung während Trumps Präsidentschaft erheblich zu. Bei den Midterm-Wahlen im November 2018 erhielten die Demokraten die Mehrheit im US-Repräsentantenhaus; im US-Senat blieben sie weiterhin in der Minderheit.
Anfang 2020 begann die COVID-19-Pandemie in den Vereinigten Staaten (siehe auch Chronik der COVID-19-Pandemie in den Vereinigten Staaten). Vom 1. März bis 30. Mai 2020 starben 122.000 Menschen mehr als gewöhnlich.
New York war besonders hart getroffen: im März 2020 wurden 2185 COVID-Tote registriert, im April 12708 und im Mai 5006. US-Präsident Trump spielte die COVID-Pandemie herunter und lehnte es ab, eine FFP-Maske zu tragen.
In der Präsidentschaftswahl am 3. November 2020 unterlag Trump seinem demokratischen Herausforderer Joe Biden, gestand aber als erster Präsident der US-Geschichte seine Niederlage nicht ein. Von ihm aufgeputschte Demonstranten stürmten am 6. Januar 2021 das Kapitol in Washington mit der Absicht, den demokratischen Amtswechsel zu verhindern. Die Spaltung der US-Gesellschaft hat sich seither weiter vertieft. Am 20. Januar 2021 wurde Joe Biden in sein Amt eingeführt. Etwa zeitgleich begann die Zahl der Corona-Neuinfektionen zu sinken (18. Januar 212.299, 18. Februar 56.692, 18. April 17.984), was unter anderem auf die anfangs schnelle Impfkampagne zurückzuführen war.
Am 30. August 2021 verließen die letzten US-Soldaten Afghanistan. Am 31. Dezember 2021 endete der Kampfeinsatz im Irak; Militärberater blieben allerdings dort.
Aus der US-Präsidentschaftswahl 2024 ging der sich zur Wiederwahl stellende Republikaner Donald Trump als Sieger hervor. US-Präsident Biden hatte altersbedingt auf eine erneute Kandidatur verzichtet. Seine Vizepräsidentin Kamala Harris war als Präsidentschaftskandidatin der Demokraten angetreten. Wenige Monate vor der Wahl hatte Trump ein Attentat überlebt.

### Überblickswerke
- Thomas Bender: A Nation Among Nations. America’s Place in World History. Hill and Wang, New York 2006, ISBN 0-8090-7235-1.
- Manfred Berg: Geschichte der USA (= Grundriss der Geschichte. Band 42). Oldenbourg, München 2013, ISBN 978-3-486-70482-2.
- Ken Burns: Our America  : a photographic history. Knopf, New York, 2022, 352 Seiten. ISBN 978-0-385-35301-4 (englisch)
- James W. Cook, Lawrence B. Glickman, Michael O’Malley (Hrsg.): The Cultural Turn in U.S. History. Past, Present, and Future. University of Chicago Press, Chicago 2009, ISBN 978-0-226-11507-8.
- Volker Depkat: Geschichte der USA. Kohlhammer, Stuttgart 2016, ISBN 978-3-17-018797-9.
- Horst Dippel: Geschichte der USA. 10. Auflage. Verlag C. H. Beck, München 2015, ISBN 978-3-406-60166-8.
- Alexander Emmerich: Geschichte der USA. Theiss, Stuttgart 2008, ISBN 978-3-8062-2192-3.
- Philipp Gassert, Mark Häberlein, Michael Wala: Geschichte der USA. 2. Auflage. Reclam, Ditzingen 2018, ISBN 978-3-15-019490-4.
- Hans Rudolf Guggisberg: Geschichte der USA. 4., erweiterte und aktualisierte Auflage. Kohlhammer, Stuttgart 2002, ISBN 3-17-017045-7.
- Jürgen Heideking, Christof Mauch, Anke Ortlepp: Geschichte der USA. 7. Auflage. Narr Francke Attempto Verlag, Tübingen 2020, ISBN 978-3-8252-5399-8.
- Morton Keller: America’s Three Regimes: A New Political History. Oxford University Press, New York 2009, ISBN 978-0-19-537424-7.
- Jill Lepore: Diese Wahrheiten: Eine Geschichte der Vereinigten Staaten von Amerika. C.H.Beck, München 2019, ISBN 978-3-406-73989-7.
- Udo Sautter: Geschichte der Vereinigten Staaten von Amerika (= Kröners Taschenausgabe. Band 443). 6., erweiterte Auflage. Kröner, Stuttgart 1998, ISBN 3-520-44306-6.
- Oliver Stone, Peter Kuznick: Amerikas ungeschriebene Geschichte. Die Schattenseiten der Weltmacht. Propyläen 2015, ISBN 978-3-549-07470-1.
- Ian Tyrrell: Transnational Nation. United States History in Global Perspective since 1789. Houndmills 2007.
- Hermann Wellenreuther, Norbert Finzsch, Ursula Lehmkuhl (Hrsg.): Geschichte Nordamerikas in atlantischer Perspektive von den Anfängen bis zur Gegenwart. LIT, Münster 2000 (auf acht Bände angelegte Reihe; bis 2017 sind die ersten fünf Bände erschienen, dazu Band 7).

### Epochen und Zeitabschnitte
- Willi Paul Adams: Die USA vor 1900 (= Grundriss der Geschichte. Band 28). Oldenbourg, München 2000, ISBN 3-486-53081-X.
- Willi Paul Adams: Die USA im 20. Jahrhundert (= Grundriss der Geschichte. Band 29). Oldenbourg, München 2000, ISBN 3-486-56439-0.
- Manfred Berg: Das gespaltene Haus. Eine Geschichte der Vereinigten Staaten von 1950 bis heute. Klett-Cotta, Stuttgart 2024, ISBN 978-3-608-98408-8.

### Außenpolitik
- Stephan Bierling: Geschichte der amerikanischen Außenpolitik. C. H. Beck, München 2003, ISBN 3-406-49428-5.
- Mark C. Carnes: The American Nation. A History of the United States. 15. Auflage. Pearson, Boston 2016, ISBN 978-0-205-95850-4.
- Klaus Schwabe: Weltmacht und Weltordnung. Amerikanische Außenpolitik von 1898 bis zur Gegenwart. Schöningh, Paderborn 2006.
- The New Cambridge History of American Foreign Relations. Band 1: William Earl Weeks: Dimensions of the Early American Empire, 1754–1865; Band 2: Walter LaFeber: The American Search for Opportunity, 1865–1913; Band 3: Akira Kiriye: The Globalizing of America: 1913–1945; Band 4: Warren I. Cohen: Challenges to American Primacy, 1945 to the Present, Cambridge University Press, 2013.

### Kulturgeschichte
- Bernd Engler, Oliver Scheiding (Hrsg.): A Companion to American Cultural History. From the Colonial Period to the End of the 19th Century. WVT Wissenschaftlicher Verlag Trier, Trier 2009, ISBN 978-3-86821-112-2.
- Angela Miller, Janet Catherine Berlo, Bryan Jay Wolf, Jennifer L. Roberts: American Encounters: Art, History, and Cultural Identity. Pearson, London 2007, ISBN 978-0-13-030004-1.

### Indianer
- Susan Sleeper-Smith, Juliana Barr, Jean M. O’Brien, Nancy Shoemaker, Scott Manning Stevens (Hrsg.): Why You Can't Teach United States History without American Indians, The University of North Carolina Press, Chapel Hill 2015.

### Historische Stätten
- National Geographic Society (Hrsg.): Visiting Our Past. America’s Historylands. National Geographic Society, Washington, D.C., 1977, ISBN 0-87044-003-9 (Editorial Consultant: Daniel J. Boorstin).